# Lista de asteroides (197001-198000)
Esta é uma lista parcial de asteroides, do asteroide número 197001 até o 198000, inclusive. Veja também o índice com todas as listas disponíveis.

| Objeto Próximos à Terra | Cinturão de asteroides (interno) | Cinturão de asteroides (externo) | Centauro       |
| Cruzador de Marte       | Cinturão de asteroides (meio)    | Troianos de Júpiter              | Transnetuniano |

Veja mais dados de cada asteroide na ligação externa para o Minor Planet Center na última coluna.
Índice: 197001... 197101... 197201... 197301... 197401... 197501... 197601... 197701... 197801... 197901... 

## 197001–197100
| Designação | Designação | Descoberta  | Descoberta    | Descobridor(es) | Categoria | Mais informações / Referência |
| Permanente | Provisória | Data        | Local         | Descobridor(es) | Categoria | Mais informações / Referência |
| ---------- | ---------- | ----------- | ------------- | --------------- | --------- | ----------------------------- |
| 197001     | 2003 UH96  | 18 out 2003 | Kitt Peak     | Spacewatch      | —         | MPC                           |
| 197002     | 2003 UV96  | 19 out 2003 | Socorro       | LINEAR          | —         | MPC                           |
| 197003     | 2003 UN97  | 19 out 2003 | Kitt Peak     | Spacewatch      | —         | MPC                           |
| 197004     | 2003 UT97  | 19 out 2003 | Kitt Peak     | Spacewatch      | —         | MPC                           |
| 197005     | 2003 UY97  | 19 out 2003 | Kitt Peak     | Spacewatch      | —         | MPC                           |
| 197006     | 2003 UZ97  | 19 out 2003 | Kitt Peak     | Spacewatch      | —         | MPC                           |
| 197007     | 2003 UB99  | 19 out 2003 | Kitt Peak     | Spacewatch      | —         | MPC                           |
| 197008     | 2003 UO100 | 19 out 2003 | Haleakalā     | NEAT            | —         | MPC                           |
| 197009     | 2003 UZ100 | 20 out 2003 | Palomar       | NEAT            | —         | MPC                           |
| 197010     | 2003 UB101 | 20 out 2003 | Palomar       | NEAT            | —         | MPC                           |
| 197011     | 2003 UC101 | 20 out 2003 | Palomar       | NEAT            | —         | MPC                           |
| 197012     | 2003 UG102 | 20 out 2003 | Socorro       | LINEAR          | —         | MPC                           |
| 197013     | 2003 UU102 | 20 out 2003 | Kitt Peak     | Spacewatch      | —         | MPC                           |
| 197014     | 2003 UC103 | 20 out 2003 | Kitt Peak     | Spacewatch      | —         | MPC                           |
| 197015     | 2003 UD103 | 20 out 2003 | Kitt Peak     | Spacewatch      | —         | MPC                           |
| 197016     | 2003 UY104 | 18 out 2003 | Kitt Peak     | Spacewatch      | —         | MPC                           |
| 197017     | 2003 UL105 | 18 out 2003 | Kitt Peak     | Spacewatch      | —         | MPC                           |
| 197018     | 2003 UL106 | 18 out 2003 | Kitt Peak     | Spacewatch      | —         | MPC                           |
| 197019     | 2003 US107 | 19 out 2003 | Kitt Peak     | Spacewatch      | —         | MPC                           |
| 197020     | 2003 UV107 | 19 out 2003 | Kitt Peak     | Spacewatch      | —         | MPC                           |
| 197021     | 2003 UR112 | 20 out 2003 | Socorro       | LINEAR          | Brangane  | MPC                           |
| 197022     | 2003 UY113 | 20 out 2003 | Socorro       | LINEAR          | —         | MPC                           |
| 197023     | 2003 UZ114 | 20 out 2003 | Kitt Peak     | Spacewatch      | —         | MPC                           |
| 197024     | 2003 UG116 | 21 out 2003 | Socorro       | LINEAR          | —         | MPC                           |
| 197025     | 2003 UX120 | 18 out 2003 | Kitt Peak     | Spacewatch      | —         | MPC                           |
| 197026     | 2003 UY122 | 19 out 2003 | Palomar       | NEAT            | —         | MPC                           |
| 197027     | 2003 UA124 | 20 out 2003 | Palomar       | NEAT            | —         | MPC                           |
| 197028     | 2003 UJ124 | 20 out 2003 | Palomar       | NEAT            | —         | MPC                           |
| 197029     | 2003 UA125 | 20 out 2003 | Kitt Peak     | Spacewatch      | —         | MPC                           |
| 197030     | 2003 UM126 | 20 out 2003 | Palomar       | NEAT            | —         | MPC                           |
| 197031     | 2003 UK128 | 21 out 2003 | Palomar       | NEAT            | —         | MPC                           |
| 197032     | 2003 UZ129 | 18 out 2003 | Palomar       | NEAT            | Brangane  | MPC                           |
| 197033     | 2003 UB131 | 19 out 2003 | Palomar       | NEAT            | —         | MPC                           |
| 197034     | 2003 UP131 | 19 out 2003 | Palomar       | NEAT            | —         | MPC                           |
| 197035     | 2003 UG132 | 19 out 2003 | Palomar       | NEAT            | —         | MPC                           |
| 197036     | 2003 UQ132 | 19 out 2003 | Palomar       | NEAT            | —         | MPC                           |
| 197037     | 2003 UG133 | 20 out 2003 | Palomar       | NEAT            | —         | MPC                           |
| 197038     | 2003 UC134 | 20 out 2003 | Palomar       | NEAT            | —         | MPC                           |
| 197039     | 2003 UH134 | 20 out 2003 | Palomar       | NEAT            | —         | MPC                           |
| 197040     | 2003 UO135 | 21 out 2003 | Anderson Mesa | LONEOS          | —         | MPC                           |
| 197041     | 2003 UP135 | 21 out 2003 | Palomar       | NEAT            | —         | MPC                           |
| 197042     | 2003 UW135 | 21 out 2003 | Palomar       | NEAT            | —         | MPC                           |
| 197043     | 2003 UD137 | 21 out 2003 | Socorro       | LINEAR          | —         | MPC                           |
| 197044     | 2003 UZ137 | 21 out 2003 | Socorro       | LINEAR          | —         | MPC                           |
| 197045     | 2003 UC139 | 16 out 2003 | Palomar       | NEAT            | —         | MPC                           |
| 197046     | 2003 UE140 | 16 out 2003 | Anderson Mesa | LONEOS          | Brangane  | MPC                           |
| 197047     | 2003 UN140 | 16 out 2003 | Anderson Mesa | LONEOS          | —         | MPC                           |
| 197048     | 2003 UO140 | 16 out 2003 | Anderson Mesa | LONEOS          | —         | MPC                           |
| 197049     | 2003 UT141 | 18 out 2003 | Anderson Mesa | LONEOS          | —         | MPC                           |
| 197050     | 2003 UW142 | 18 out 2003 | Anderson Mesa | LONEOS          | —         | MPC                           |
| 197051     | 2003 UD143 | 18 out 2003 | Anderson Mesa | LONEOS          | Brangane  | MPC                           |
| 197052     | 2003 UK145 | 18 out 2003 | Anderson Mesa | LONEOS          | —         | MPC                           |
| 197053     | 2003 UH147 | 18 out 2003 | Anderson Mesa | LONEOS          | —         | MPC                           |
| 197054     | 2003 UH149 | 20 out 2003 | Socorro       | LINEAR          | —         | MPC                           |
| 197055     | 2003 UC150 | 20 out 2003 | Socorro       | LINEAR          | Ursula    | MPC                           |
| 197056     | 2003 UJ150 | 20 out 2003 | Socorro       | LINEAR          | —         | MPC                           |
| 197057     | 2003 UC151 | 21 out 2003 | Kitt Peak     | Spacewatch      | —         | MPC                           |
| 197058     | 2003 UV152 | 21 out 2003 | Socorro       | LINEAR          | —         | MPC                           |
| 197059     | 2003 UZ153 | 19 out 2003 | Kitt Peak     | Spacewatch      | —         | MPC                           |
| 197060     | 2003 UK154 | 20 out 2003 | Palomar       | NEAT            | —         | MPC                           |
| 197061     | 2003 UN157 | 20 out 2003 | Palomar       | NEAT            | Brangane  | MPC                           |
| 197062     | 2003 UU157 | 20 out 2003 | Kitt Peak     | Spacewatch      | —         | MPC                           |
| 197063     | 2003 UO158 | 20 out 2003 | Kitt Peak     | Spacewatch      | —         | MPC                           |
| 197064     | 2003 UB159 | 20 out 2003 | Kitt Peak     | Spacewatch      | —         | MPC                           |
| 197065     | 2003 UK160 | 21 out 2003 | Kitt Peak     | Spacewatch      | —         | MPC                           |
| 197066     | 2003 UO160 | 21 out 2003 | Kitt Peak     | Spacewatch      | —         | MPC                           |
| 197067     | 2003 UJ161 | 21 out 2003 | Anderson Mesa | LONEOS          | —         | MPC                           |
| 197068     | 2003 UN162 | 21 out 2003 | Socorro       | LINEAR          | —         | MPC                           |
| 197069     | 2003 UM163 | 21 out 2003 | Socorro       | LINEAR          | —         | MPC                           |
| 197070     | 2003 UN163 | 21 out 2003 | Socorro       | LINEAR          | —         | MPC                           |
| 197071     | 2003 UQ163 | 21 out 2003 | Socorro       | LINEAR          | —         | MPC                           |
| 197072     | 2003 UJ167 | 22 out 2003 | Socorro       | LINEAR          | —         | MPC                           |
| 197073     | 2003 UV168 | 22 out 2003 | Socorro       | LINEAR          | —         | MPC                           |
| 197074     | 2003 UU169 | 22 out 2003 | Kitt Peak     | Spacewatch      | —         | MPC                           |
| 197075     | 2003 UE170 | 22 out 2003 | Kitt Peak     | Spacewatch      | —         | MPC                           |
| 197076     | 2003 UK172 | 20 out 2003 | Socorro       | LINEAR          | —         | MPC                           |
| 197077     | 2003 UR173 | 20 out 2003 | Kitt Peak     | Spacewatch      | Brangane  | MPC                           |
| 197078     | 2003 UT174 | 21 out 2003 | Kitt Peak     | Spacewatch      | Ursula    | MPC                           |
| 197079     | 2003 UU174 | 21 out 2003 | Kitt Peak     | Spacewatch      | —         | MPC                           |
| 197080     | 2003 UY176 | 21 out 2003 | Palomar       | NEAT            | —         | MPC                           |
| 197081     | 2003 UF177 | 21 out 2003 | Palomar       | NEAT            | —         | MPC                           |
| 197082     | 2003 UR177 | 21 out 2003 | Palomar       | NEAT            | —         | MPC                           |
| 197083     | 2003 UY178 | 21 out 2003 | Palomar       | NEAT            | Brangane  | MPC                           |
| 197084     | 2003 UF179 | 21 out 2003 | Socorro       | LINEAR          | —         | MPC                           |
| 197085     | 2003 UK179 | 21 out 2003 | Socorro       | LINEAR          | —         | MPC                           |
| 197086     | 2003 UE182 | 21 out 2003 | Palomar       | NEAT            | Ursula    | MPC                           |
| 197087     | 2003 UG182 | 21 out 2003 | Palomar       | NEAT            | —         | MPC                           |
| 197088     | 2003 UH182 | 21 out 2003 | Palomar       | NEAT            | —         | MPC                           |
| 197089     | 2003 UO182 | 21 out 2003 | Palomar       | NEAT            | —         | MPC                           |
| 197090     | 2003 UV182 | 21 out 2003 | Palomar       | NEAT            | —         | MPC                           |
| 197091     | 2003 UO183 | 21 out 2003 | Palomar       | NEAT            | —         | MPC                           |
| 197092     | 2003 UX183 | 21 out 2003 | Palomar       | NEAT            | —         | MPC                           |
| 197093     | 2003 UY184 | 21 out 2003 | Palomar       | NEAT            | Brangane  | MPC                           |
| 197094     | 2003 UC186 | 22 out 2003 | Socorro       | LINEAR          | —         | MPC                           |
| 197095     | 2003 UW187 | 22 out 2003 | Socorro       | LINEAR          | Ursula    | MPC                           |
| 197096     | 2003 UB189 | 22 out 2003 | Kitt Peak     | Spacewatch      | —         | MPC                           |
| 197097     | 2003 UX189 | 22 out 2003 | Kitt Peak     | Spacewatch      | —         | MPC                           |
| 197098     | 2003 UU190 | 23 out 2003 | Anderson Mesa | LONEOS          | —         | MPC                           |
| 197099     | 2003 UZ190 | 23 out 2003 | Anderson Mesa | LONEOS          | Ursula    | MPC                           |
| 197100     | 2003 UA192 | 23 out 2003 | Anderson Mesa | LONEOS          | —         | MPC                           |

## 197101–197200
| Designação         | Designação | Descoberta  | Descoberta    | Descobridor(es)           | Categoria | Mais informações / Referência |
| Permanente         | Provisória | Data        | Local         | Descobridor(es)           | Categoria | Mais informações / Referência |
| ------------------ | ---------- | ----------- | ------------- | ------------------------- | --------- | ----------------------------- |
| 197101             | 2003 UF192 | 23 out 2003 | Anderson Mesa | LONEOS                    | —         | MPC                           |
| 197102             | 2003 UC193 | 20 out 2003 | Kitt Peak     | Spacewatch                | —         | MPC                           |
| 197103             | 2003 UQ193 | 20 out 2003 | Socorro       | LINEAR                    | —         | MPC                           |
| 197104             | 2003 UD195 | 20 out 2003 | Kitt Peak     | Spacewatch                | —         | MPC                           |
| 197105             | 2003 UW195 | 20 out 2003 | Kitt Peak     | Spacewatch                | —         | MPC                           |
| 197106             | 2003 UK198 | 21 out 2003 | Kitt Peak     | Spacewatch                | —         | MPC                           |
| 197107             | 2003 UR198 | 21 out 2003 | Kitt Peak     | Spacewatch                | —         | MPC                           |
| 197108             | 2003 UP202 | 21 out 2003 | Socorro       | LINEAR                    | —         | MPC                           |
| 197109             | 2003 UG203 | 21 out 2003 | Kitt Peak     | Spacewatch                | —         | MPC                           |
| 197110             | 2003 UN203 | 21 out 2003 | Kitt Peak     | Spacewatch                | —         | MPC                           |
| 197111             | 2003 UZ204 | 22 out 2003 | Socorro       | LINEAR                    | —         | MPC                           |
| 197112             | 2003 UO205 | 22 out 2003 | Haleakalā     | NEAT                      | —         | MPC                           |
| 197113             | 2003 UU205 | 22 out 2003 | Socorro       | LINEAR                    | —         | MPC                           |
| 197114             | 2003 UC208 | 22 out 2003 | Kitt Peak     | Spacewatch                | —         | MPC                           |
| 197115             | 2003 UG208 | 22 out 2003 | Kitt Peak     | Spacewatch                | —         | MPC                           |
| 197116             | 2003 UB209 | 23 out 2003 | Kitt Peak     | Spacewatch                | —         | MPC                           |
| 197117             | 2003 UO209 | 23 out 2003 | Kitt Peak     | Spacewatch                | —         | MPC                           |
| 197118             | 2003 UU209 | 23 out 2003 | Kitt Peak     | Spacewatch                | —         | MPC                           |
| 197119             | 2003 UR211 | 23 out 2003 | Kitt Peak     | Spacewatch                | —         | MPC                           |
| 197120             | 2003 UQ214 | 21 out 2003 | Anderson Mesa | LONEOS                    | —         | MPC                           |
| 197121             | 2003 UN215 | 21 out 2003 | Kitt Peak     | Spacewatch                | —         | MPC                           |
| 197122             | 2003 UU215 | 21 out 2003 | Kitt Peak     | Spacewatch                | —         | MPC                           |
| 197123             | 2003 UO218 | 21 out 2003 | Socorro       | LINEAR                    | —         | MPC                           |
| 197124             | 2003 UQ223 | 22 out 2003 | Socorro       | LINEAR                    | —         | MPC                           |
| 197125             | 2003 UK225 | 22 out 2003 | Kitt Peak     | Spacewatch                | —         | MPC                           |
| 197126             | 2003 UX225 | 22 out 2003 | Kitt Peak     | Spacewatch                | —         | MPC                           |
| 197127             | 2003 UJ227 | 23 out 2003 | Kitt Peak     | Spacewatch                | —         | MPC                           |
| 197128             | 2003 UX227 | 23 out 2003 | Kitt Peak     | Spacewatch                | —         | MPC                           |
| 197129             | 2003 UG229 | 23 out 2003 | Anderson Mesa | LONEOS                    | Ursula    | MPC                           |
| 197130             | 2003 UX230 | 24 out 2003 | Socorro       | LINEAR                    | —         | MPC                           |
| 197131             | 2003 UQ232 | 24 out 2003 | Socorro       | LINEAR                    | —         | MPC                           |
| 197132             | 2003 UY233 | 24 out 2003 | Socorro       | LINEAR                    | —         | MPC                           |
| 197133             | 2003 UF235 | 24 out 2003 | Kitt Peak     | Spacewatch                | —         | MPC                           |
| 197134             | 2003 UK237 | 23 out 2003 | Haleakalā     | NEAT                      | —         | MPC                           |
| 197135             | 2003 UK240 | 24 out 2003 | Socorro       | LINEAR                    | Brangane  | MPC                           |
| 197136             | 2003 UZ240 | 24 out 2003 | Kitt Peak     | Spacewatch                | —         | MPC                           |
| 197137             | 2003 UG244 | 24 out 2003 | Socorro       | LINEAR                    | Brangane  | MPC                           |
| 197138             | 2003 UY246 | 24 out 2003 | Kitt Peak     | Spacewatch                | —         | MPC                           |
| 197139             | 2003 UB247 | 24 out 2003 | Socorro       | LINEAR                    | —         | MPC                           |
| 197140             | 2003 UA248 | 25 out 2003 | Kitt Peak     | Spacewatch                | —         | MPC                           |
| 197141             | 2003 UE249 | 25 out 2003 | Socorro       | LINEAR                    | Ursula    | MPC                           |
| 197142             | 2003 UW250 | 25 out 2003 | Socorro       | LINEAR                    | —         | MPC                           |
| 197143             | 2003 UG251 | 25 out 2003 | Kitt Peak     | Spacewatch                | —         | MPC                           |
| 197144             | 2003 UX255 | 25 out 2003 | Socorro       | LINEAR                    | —         | MPC                           |
| 197145             | 2003 US256 | 25 out 2003 | Socorro       | LINEAR                    | —         | MPC                           |
| 197146             | 2003 UM258 | 25 out 2003 | Kitt Peak     | Spacewatch                | —         | MPC                           |
| 197147             | 2003 UW258 | 25 out 2003 | Socorro       | LINEAR                    | —         | MPC                           |
| 197148             | 2003 UL261 | 26 out 2003 | Catalina      | CSS                       | Brangane  | MPC                           |
| 197149             | 2003 US263 | 27 out 2003 | Socorro       | LINEAR                    | —         | MPC                           |
| 197150             | 2003 US265 | 27 out 2003 | Kitt Peak     | Spacewatch                | —         | MPC                           |
| 197151             | 2003 UU266 | 28 out 2003 | Socorro       | LINEAR                    | —         | MPC                           |
| 197152             | 2003 UU267 | 28 out 2003 | Socorro       | LINEAR                    | Ursula    | MPC                           |
| 197153             | 2003 UE271 | 17 out 2003 | Palomar       | NEAT                      | —         | MPC                           |
| 197154             | 2003 UD272 | 28 out 2003 | Haleakalā     | NEAT                      | —         | MPC                           |
| 197155             | 2003 UJ272 | 29 out 2003 | Kitt Peak     | Spacewatch                | —         | MPC                           |
| 197156             | 2003 UL272 | 29 out 2003 | Kitt Peak     | Spacewatch                | —         | MPC                           |
| 197157             | 2003 UZ272 | 29 out 2003 | Socorro       | LINEAR                    | Brangane  | MPC                           |
| 197158             | 2003 UF273 | 29 out 2003 | Socorro       | LINEAR                    | —         | MPC                           |
| 197159             | 2003 UH273 | 29 out 2003 | Socorro       | LINEAR                    | —         | MPC                           |
| 197160             | 2003 UJ273 | 29 out 2003 | Kitt Peak     | Spacewatch                | Brangane  | MPC                           |
| 197161             | 2003 UM273 | 29 out 2003 | Kitt Peak     | Spacewatch                | —         | MPC                           |
| 197162             | 2003 UU273 | 29 out 2003 | Kitt Peak     | Spacewatch                | —         | MPC                           |
| 197163             | 2003 UJ274 | 30 out 2003 | Socorro       | LINEAR                    | —         | MPC                           |
| 197164             | 2003 UA276 | 29 out 2003 | Catalina      | CSS                       | —         | MPC                           |
| 197165             | 2003 UE277 | 30 out 2003 | Haleakalā     | NEAT                      | —         | MPC                           |
| 197166             | 2003 UG277 | 25 out 2003 | Kitt Peak     | Spacewatch                | —         | MPC                           |
| 197167             | 2003 UM277 | 25 out 2003 | Socorro       | LINEAR                    | —         | MPC                           |
| 197168             | 2003 UE279 | 26 out 2003 | Kitt Peak     | Spacewatch                | —         | MPC                           |
| 197169             | 2003 UH279 | 27 out 2003 | Kitt Peak     | Spacewatch                | —         | MPC                           |
| 197170             | 2003 UZ279 | 27 out 2003 | Socorro       | LINEAR                    | —         | MPC                           |
| 197171             | 2003 US280 | 28 out 2003 | Socorro       | LINEAR                    | —         | MPC                           |
| 197172             | 2003 UU280 | 28 out 2003 | Socorro       | LINEAR                    | —         | MPC                           |
| 197173             | 2003 UW280 | 28 out 2003 | Socorro       | LINEAR                    | —         | MPC                           |
| 197174             | 2003 UG282 | 29 out 2003 | Anderson Mesa | LONEOS                    | Ursula    | MPC                           |
| 197175             | 2003 UT282 | 29 out 2003 | Anderson Mesa | LONEOS                    | —         | MPC                           |
| 197176             | 2003 UE286 | 22 out 2003 | Kitt Peak     | M. W. Buie                | —         | MPC                           |
| 197177             | 2003 UJ287 | 22 out 2003 | Kitt Peak     | M. W. Buie                | —         | MPC                           |
| 197178             | 2003 UF294 | 16 out 2003 | Kitt Peak     | Spacewatch                | Brangane  | MPC                           |
| 197179             | 2003 UM296 | 16 out 2003 | Kitt Peak     | Spacewatch                | —         | MPC                           |
| 197180             | 2003 UT296 | 16 out 2003 | Kitt Peak     | Spacewatch                | —         | MPC                           |
| 197181             | 2003 UU296 | 16 out 2003 | Kitt Peak     | Spacewatch                | —         | MPC                           |
| 197182             | 2003 UP303 | 17 out 2003 | Kitt Peak     | Spacewatch                | Brangane  | MPC                           |
| 197183             | 2003 UO309 | 20 out 2003 | Palomar       | NEAT                      | —         | MPC                           |
| 197184             | 2003 UT309 | 20 out 2003 | Socorro       | LINEAR                    | —         | MPC                           |
| 197185             | 2003 UV309 | 20 out 2003 | Kitt Peak     | Spacewatch                | —         | MPC                           |
| 197186             | 2003 UN310 | 22 out 2003 | Palomar       | NEAT                      | —         | MPC                           |
| 197187             | 2003 UV314 | 20 out 2003 | Kitt Peak     | Spacewatch                | —         | MPC                           |
| 197188             | 2003 UB315 | 24 out 2003 | Socorro       | LINEAR                    | —         | MPC                           |
| 197189 Raymond     | 2003 UL317 | 19 out 2003 | Apache Point  | SDSS                      | —         | MPC                           |
| 197190             | 2003 UF318 | 16 out 2003 | Palomar       | NEAT                      | —         | MPC                           |
| 197191             | 2003 VE    | 3 nov 2003  | Socorro       | LINEAR                    | —         | MPC                           |
| 197192             | 2003 VK    | 5 nov 2003  | Piszkéstető   | K. Sárneczky, S. Mészáros | Brangane  | MPC                           |
| 197193             | 2003 VX    | 5 nov 2003  | Socorro       | LINEAR                    | —         | MPC                           |
| 197194             | 2003 VX1   | 2 nov 2003  | Socorro       | LINEAR                    | —         | MPC                           |
| 197195             | 2003 VQ5   | 15 nov 2003 | Kitt Peak     | Spacewatch                | —         | MPC                           |
| 197196 Jamestaylor | 2003 VB8   | 15 nov 2003 | Junk Bond     | D. Healy                  | —         | MPC                           |
| 197197             | 2003 VH9   | 15 nov 2003 | Palomar       | NEAT                      | —         | MPC                           |
| 197198             | 2003 VV9   | 15 nov 2003 | Palomar       | NEAT                      | —         | MPC                           |
| 197199             | 2003 VS11  | 2 nov 2003  | Socorro       | LINEAR                    | Brangane  | MPC                           |
| 197200             | 2003 WJ    | 16 nov 2003 | Catalina      | CSS                       | —         | MPC                           |

## 197201–197300
| Designação | Designação | Descoberta  | Descoberta     | Descobridor(es)              | Categoria | Mais informações / Referência |
| Permanente | Provisória | Data        | Local          | Descobridor(es)              | Categoria | Mais informações / Referência |
| ---------- | ---------- | ----------- | -------------- | ---------------------------- | --------- | ----------------------------- |
| 197201     | 2003 WL    | 16 nov 2003 | Catalina       | CSS                          | —         | MPC                           |
| 197202     | 2003 WA1   | 16 nov 2003 | Catalina       | CSS                          | —         | MPC                           |
| 197203     | 2003 WJ1   | 16 nov 2003 | Catalina       | CSS                          | —         | MPC                           |
| 197204     | 2003 WY1   | 16 nov 2003 | Catalina       | CSS                          | Brangane  | MPC                           |
| 197205     | 2003 WJ3   | 16 nov 2003 | Catalina       | CSS                          | Ursula    | MPC                           |
| 197206     | 2003 WW3   | 16 nov 2003 | Catalina       | CSS                          | —         | MPC                           |
| 197207     | 2003 WE4   | 16 nov 2003 | Catalina       | CSS                          | —         | MPC                           |
| 197208     | 2003 WY7   | 18 nov 2003 | Fountain Hills | C. W. Juels, P. R. Holvorcem | —         | MPC                           |
| 197209     | 2003 WQ8   | 16 nov 2003 | Kitt Peak      | Spacewatch                   | —         | MPC                           |
| 197210     | 2003 WM11  | 18 nov 2003 | Palomar        | NEAT                         | Brangane  | MPC                           |
| 197211     | 2003 WN17  | 18 nov 2003 | Palomar        | NEAT                         | —         | MPC                           |
| 197212     | 2003 WT18  | 19 nov 2003 | Socorro        | LINEAR                       | —         | MPC                           |
| 197213     | 2003 WL19  | 19 nov 2003 | Socorro        | LINEAR                       | —         | MPC                           |
| 197214     | 2003 WT23  | 18 nov 2003 | Kitt Peak      | Spacewatch                   | —         | MPC                           |
| 197215     | 2003 WY24  | 20 nov 2003 | Socorro        | LINEAR                       | Juno      | MPC                           |
| 197216     | 2003 WR26  | 20 nov 2003 | Nogales        | M. Schwartz, P. R. Holvorcem | —         | MPC                           |
| 197217     | 2003 WB27  | 16 nov 2003 | Kitt Peak      | Spacewatch                   | —         | MPC                           |
| 197218     | 2003 WL28  | 16 nov 2003 | Kitt Peak      | Spacewatch                   | Brangane  | MPC                           |
| 197219     | 2003 WH30  | 18 nov 2003 | Kitt Peak      | Spacewatch                   | —         | MPC                           |
| 197220     | 2003 WY31  | 18 nov 2003 | Palomar        | NEAT                         | Brangane  | MPC                           |
| 197221     | 2003 WR32  | 18 nov 2003 | Kitt Peak      | Spacewatch                   | Ursula    | MPC                           |
| 197222     | 2003 WF35  | 19 nov 2003 | Palomar        | NEAT                         | —         | MPC                           |
| 197223     | 2003 WS35  | 19 nov 2003 | Socorro        | LINEAR                       | —         | MPC                           |
| 197224     | 2003 WX35  | 19 nov 2003 | Catalina       | CSS                          | —         | MPC                           |
| 197225     | 2003 WQ39  | 19 nov 2003 | Kitt Peak      | Spacewatch                   | —         | MPC                           |
| 197226     | 2003 WW39  | 19 nov 2003 | Kitt Peak      | Spacewatch                   | —         | MPC                           |
| 197227     | 2003 WR40  | 19 nov 2003 | Kitt Peak      | Spacewatch                   | —         | MPC                           |
| 197228     | 2003 WT40  | 19 nov 2003 | Kitt Peak      | Spacewatch                   | —         | MPC                           |
| 197229     | 2003 WZ42  | 16 nov 2003 | Catalina       | CSS                          | —         | MPC                           |
| 197230     | 2003 WG45  | 19 nov 2003 | Palomar        | NEAT                         | Brangane  | MPC                           |
| 197231     | 2003 WO45  | 19 nov 2003 | Palomar        | NEAT                         | —         | MPC                           |
| 197232     | 2003 WM46  | 18 nov 2003 | Palomar        | NEAT                         | —         | MPC                           |
| 197233     | 2003 WD50  | 19 nov 2003 | Socorro        | LINEAR                       | —         | MPC                           |
| 197234     | 2003 WF50  | 19 nov 2003 | Socorro        | LINEAR                       | —         | MPC                           |
| 197235     | 2003 WU53  | 20 nov 2003 | Socorro        | LINEAR                       | —         | MPC                           |
| 197236     | 2003 WA57  | 18 nov 2003 | Palomar        | NEAT                         | —         | MPC                           |
| 197237     | 2003 WQ57  | 18 nov 2003 | Kitt Peak      | Spacewatch                   | —         | MPC                           |
| 197238     | 2003 WW58  | 18 nov 2003 | Kitt Peak      | Spacewatch                   | —         | MPC                           |
| 197239     | 2003 WO59  | 18 nov 2003 | Kitt Peak      | Spacewatch                   | —         | MPC                           |
| 197240     | 2003 WD60  | 18 nov 2003 | Palomar        | NEAT                         | —         | MPC                           |
| 197241     | 2003 WO60  | 18 nov 2003 | Palomar        | NEAT                         | —         | MPC                           |
| 197242     | 2003 WA63  | 19 nov 2003 | Kitt Peak      | Spacewatch                   | —         | MPC                           |
| 197243     | 2003 WL63  | 19 nov 2003 | Kitt Peak      | Spacewatch                   | —         | MPC                           |
| 197244     | 2003 WZ63  | 19 nov 2003 | Kitt Peak      | Spacewatch                   | —         | MPC                           |
| 197245     | 2003 WJ65  | 19 nov 2003 | Kitt Peak      | Spacewatch                   | —         | MPC                           |
| 197246     | 2003 WL65  | 19 nov 2003 | Kitt Peak      | Spacewatch                   | —         | MPC                           |
| 197247     | 2003 WW66  | 19 nov 2003 | Kitt Peak      | Spacewatch                   | —         | MPC                           |
| 197248     | 2003 WS67  | 19 nov 2003 | Kitt Peak      | Spacewatch                   | —         | MPC                           |
| 197249     | 2003 WW68  | 19 nov 2003 | Kitt Peak      | Spacewatch                   | —         | MPC                           |
| 197250     | 2003 WM70  | 20 nov 2003 | Kitt Peak      | Spacewatch                   | —         | MPC                           |
| 197251     | 2003 WU70  | 20 nov 2003 | Palomar        | NEAT                         | —         | MPC                           |
| 197252     | 2003 WN71  | 20 nov 2003 | Palomar        | NEAT                         | —         | MPC                           |
| 197253     | 2003 WA72  | 20 nov 2003 | Socorro        | LINEAR                       | —         | MPC                           |
| 197254     | 2003 WB72  | 20 nov 2003 | Socorro        | LINEAR                       | —         | MPC                           |
| 197255     | 2003 WF72  | 20 nov 2003 | Socorro        | LINEAR                       | —         | MPC                           |
| 197256     | 2003 WE74  | 20 nov 2003 | Socorro        | LINEAR                       | —         | MPC                           |
| 197257     | 2003 WG74  | 20 nov 2003 | Socorro        | LINEAR                       | —         | MPC                           |
| 197258     | 2003 WY74  | 20 nov 2003 | Socorro        | LINEAR                       | Juno      | MPC                           |
| 197259     | 2003 WQ75  | 19 nov 2003 | Socorro        | LINEAR                       | —         | MPC                           |
| 197260     | 2003 WZ75  | 19 nov 2003 | Socorro        | LINEAR                       | —         | MPC                           |
| 197261     | 2003 WZ77  | 20 nov 2003 | Socorro        | LINEAR                       | —         | MPC                           |
| 197262     | 2003 WG78  | 20 nov 2003 | Socorro        | LINEAR                       | Ursula    | MPC                           |
| 197263     | 2003 WU78  | 20 nov 2003 | Socorro        | LINEAR                       | —         | MPC                           |
| 197264     | 2003 WS79  | 20 nov 2003 | Socorro        | LINEAR                       | —         | MPC                           |
| 197265     | 2003 WB80  | 20 nov 2003 | Socorro        | LINEAR                       | —         | MPC                           |
| 197266     | 2003 WM88  | 23 nov 2003 | Needville      | Needville Obs.               | Brangane  | MPC                           |
| 197267     | 2003 WL89  | 16 nov 2003 | Catalina       | CSS                          | —         | MPC                           |
| 197268     | 2003 WT89  | 16 nov 2003 | Kitt Peak      | Spacewatch                   | —         | MPC                           |
| 197269     | 2003 WJ93  | 19 nov 2003 | Anderson Mesa  | LONEOS                       | —         | MPC                           |
| 197270     | 2003 WA95  | 19 nov 2003 | Anderson Mesa  | LONEOS                       | —         | MPC                           |
| 197271     | 2003 WJ95  | 19 nov 2003 | Anderson Mesa  | LONEOS                       | —         | MPC                           |
| 197272     | 2003 WB96  | 19 nov 2003 | Anderson Mesa  | LONEOS                       | —         | MPC                           |
| 197273     | 2003 WQ96  | 19 nov 2003 | Anderson Mesa  | LONEOS                       | —         | MPC                           |
| 197274     | 2003 WR96  | 19 nov 2003 | Anderson Mesa  | LONEOS                       | —         | MPC                           |
| 197275     | 2003 WQ97  | 19 nov 2003 | Anderson Mesa  | LONEOS                       | —         | MPC                           |
| 197276     | 2003 WS98  | 20 nov 2003 | Palomar        | NEAT                         | —         | MPC                           |
| 197277     | 2003 WJ100 | 20 nov 2003 | Socorro        | LINEAR                       | —         | MPC                           |
| 197278     | 2003 WB101 | 21 nov 2003 | Catalina       | CSS                          | Phocaea   | MPC                           |
| 197279     | 2003 WD102 | 21 nov 2003 | Socorro        | LINEAR                       | —         | MPC                           |
| 197280     | 2003 WL102 | 21 nov 2003 | Socorro        | LINEAR                       | —         | MPC                           |
| 197281     | 2003 WG103 | 21 nov 2003 | Socorro        | LINEAR                       | —         | MPC                           |
| 197282     | 2003 WP104 | 21 nov 2003 | Socorro        | LINEAR                       | —         | MPC                           |
| 197283     | 2003 WR106 | 21 nov 2003 | Palomar        | NEAT                         | —         | MPC                           |
| 197284     | 2003 WV107 | 24 nov 2003 | Junk Bond      | D. Healy                     | —         | MPC                           |
| 197285     | 2003 WV109 | 20 nov 2003 | Socorro        | LINEAR                       | —         | MPC                           |
| 197286     | 2003 WD110 | 20 nov 2003 | Socorro        | LINEAR                       | —         | MPC                           |
| 197287     | 2003 WR113 | 20 nov 2003 | Socorro        | LINEAR                       | Ursula    | MPC                           |
| 197288     | 2003 WW115 | 20 nov 2003 | Socorro        | LINEAR                       | —         | MPC                           |
| 197289     | 2003 WK119 | 20 nov 2003 | Socorro        | LINEAR                       | —         | MPC                           |
| 197290     | 2003 WP119 | 20 nov 2003 | Socorro        | LINEAR                       | —         | MPC                           |
| 197291     | 2003 WZ119 | 20 nov 2003 | Socorro        | LINEAR                       | —         | MPC                           |
| 197292     | 2003 WC120 | 20 nov 2003 | Socorro        | LINEAR                       | —         | MPC                           |
| 197293     | 2003 WT121 | 20 nov 2003 | Socorro        | LINEAR                       | Brangane  | MPC                           |
| 197294     | 2003 WX122 | 20 nov 2003 | Socorro        | LINEAR                       | Ursula    | MPC                           |
| 197295     | 2003 WK123 | 20 nov 2003 | Socorro        | LINEAR                       | Brangane  | MPC                           |
| 197296     | 2003 WM125 | 20 nov 2003 | Socorro        | LINEAR                       | —         | MPC                           |
| 197297     | 2003 WS126 | 20 nov 2003 | Socorro        | LINEAR                       | —         | MPC                           |
| 197298     | 2003 WC128 | 20 nov 2003 | Socorro        | LINEAR                       | —         | MPC                           |
| 197299     | 2003 WH128 | 21 nov 2003 | Kitt Peak      | Spacewatch                   | —         | MPC                           |
| 197300     | 2003 WN128 | 21 nov 2003 | Kitt Peak      | Spacewatch                   | —         | MPC                           |

## 197301–197400
| Designação | Designação | Descoberta  | Descoberta    | Descobridor(es) | Categoria | Mais informações / Referência |
| Permanente | Provisória | Data        | Local         | Descobridor(es) | Categoria | Mais informações / Referência |
| ---------- | ---------- | ----------- | ------------- | --------------- | --------- | ----------------------------- |
| 197301     | 2003 WK129 | 21 nov 2003 | Socorro       | LINEAR          | —         | MPC                           |
| 197302     | 2003 WY129 | 21 nov 2003 | Palomar       | NEAT            | —         | MPC                           |
| 197303     | 2003 WS131 | 21 nov 2003 | Palomar       | NEAT            | —         | MPC                           |
| 197304     | 2003 WR132 | 21 nov 2003 | Socorro       | LINEAR          | —         | MPC                           |
| 197305     | 2003 WJ133 | 21 nov 2003 | Socorro       | LINEAR          | Brangane  | MPC                           |
| 197306     | 2003 WD138 | 21 nov 2003 | Socorro       | LINEAR          | —         | MPC                           |
| 197307     | 2003 WW139 | 21 nov 2003 | Socorro       | LINEAR          | —         | MPC                           |
| 197308     | 2003 WC140 | 21 nov 2003 | Socorro       | LINEAR          | —         | MPC                           |
| 197309     | 2003 WS140 | 21 nov 2003 | Socorro       | LINEAR          | —         | MPC                           |
| 197310     | 2003 WG141 | 21 nov 2003 | Socorro       | LINEAR          | Juno      | MPC                           |
| 197311     | 2003 WJ141 | 21 nov 2003 | Socorro       | LINEAR          | —         | MPC                           |
| 197312     | 2003 WB142 | 21 nov 2003 | Socorro       | LINEAR          | —         | MPC                           |
| 197313     | 2003 WM143 | 19 nov 2003 | Catalina      | CSS             | —         | MPC                           |
| 197314     | 2003 WQ143 | 20 nov 2003 | Socorro       | LINEAR          | —         | MPC                           |
| 197315     | 2003 WE144 | 21 nov 2003 | Socorro       | LINEAR          | —         | MPC                           |
| 197316     | 2003 WN146 | 23 nov 2003 | Palomar       | NEAT            | —         | MPC                           |
| 197317     | 2003 WW146 | 23 nov 2003 | Catalina      | CSS             | —         | MPC                           |
| 197318     | 2003 WZ146 | 23 nov 2003 | Socorro       | LINEAR          | —         | MPC                           |
| 197319     | 2003 WN147 | 23 nov 2003 | Kitt Peak     | Spacewatch      | —         | MPC                           |
| 197320     | 2003 WP147 | 23 nov 2003 | Kitt Peak     | Spacewatch      | —         | MPC                           |
| 197321     | 2003 WT147 | 23 nov 2003 | Needville     | Needville Obs.  | —         | MPC                           |
| 197322     | 2003 WZ148 | 24 nov 2003 | Socorro       | LINEAR          | —         | MPC                           |
| 197323     | 2003 WW149 | 24 nov 2003 | Anderson Mesa | LONEOS          | —         | MPC                           |
| 197324     | 2003 WX149 | 24 nov 2003 | Nogales       | Tenagra II Obs. | —         | MPC                           |
| 197325     | 2003 WF151 | 24 nov 2003 | Palomar       | NEAT            | —         | MPC                           |
| 197326     | 2003 WP152 | 25 nov 2003 | Kingsnake     | J. V. McClusky  | Maria     | MPC                           |
| 197327     | 2003 WF153 | 26 nov 2003 | Anderson Mesa | LONEOS          | —         | MPC                           |
| 197328     | 2003 WK157 | 24 nov 2003 | Palomar       | NEAT            | —         | MPC                           |
| 197329     | 2003 WL158 | 28 nov 2003 | Kitt Peak     | Spacewatch      | —         | MPC                           |
| 197330     | 2003 WE167 | 19 nov 2003 | Kitt Peak     | Spacewatch      | —         | MPC                           |
| 197331     | 2003 WN168 | 19 nov 2003 | Palomar       | NEAT            | Brangane  | MPC                           |
| 197332     | 2003 WM169 | 19 nov 2003 | Socorro       | LINEAR          | Juno      | MPC                           |
| 197333     | 2003 WD170 | 20 nov 2003 | Catalina      | CSS             | Brangane  | MPC                           |
| 197334     | 2003 WH170 | 20 nov 2003 | Catalina      | CSS             | —         | MPC                           |
| 197335     | 2003 WT173 | 18 nov 2003 | Kitt Peak     | Spacewatch      | —         | MPC                           |
| 197336     | 2003 WB176 | 19 nov 2003 | Kitt Peak     | Spacewatch      | —         | MPC                           |
| 197337     | 2003 WE176 | 19 nov 2003 | Kitt Peak     | Spacewatch      | —         | MPC                           |
| 197338     | 2003 WR176 | 19 nov 2003 | Anderson Mesa | LONEOS          | —         | MPC                           |
| 197339     | 2003 WW176 | 19 nov 2003 | Kitt Peak     | Spacewatch      | —         | MPC                           |
| 197340     | 2003 WG178 | 20 nov 2003 | Kitt Peak     | M. W. Buie      | —         | MPC                           |
| 197341     | 2003 WU181 | 21 nov 2003 | Kitt Peak     | M. W. Buie      | —         | MPC                           |
| 197342     | 2003 WG192 | 20 nov 2003 | Socorro       | LINEAR          | —         | MPC                           |
| 197343     | 2003 XH1   | 1 dez 2003  | Kitt Peak     | Spacewatch      | Brangane  | MPC                           |
| 197344     | 2003 XD2   | 1 dez 2003  | Socorro       | LINEAR          | —         | MPC                           |
| 197345     | 2003 XK4   | 1 dez 2003  | Socorro       | LINEAR          | —         | MPC                           |
| 197346     | 2003 XF6   | 3 dez 2003  | Socorro       | LINEAR          | —         | MPC                           |
| 197347     | 2003 XN7   | 1 dez 2003  | Socorro       | LINEAR          | —         | MPC                           |
| 197348     | 2003 XV7   | 3 dez 2003  | Socorro       | LINEAR          | —         | MPC                           |
| 197349     | 2003 XB8   | 4 dez 2003  | Socorro       | LINEAR          | —         | MPC                           |
| 197350     | 2003 XR8   | 4 dez 2003  | Socorro       | LINEAR          | —         | MPC                           |
| 197351     | 2003 XT8   | 4 dez 2003  | Socorro       | LINEAR          | —         | MPC                           |
| 197352     | 2003 XU8   | 4 dez 2003  | Socorro       | LINEAR          | —         | MPC                           |
| 197353     | 2003 XO9   | 4 dez 2003  | Socorro       | LINEAR          | —         | MPC                           |
| 197354     | 2003 XM10  | 5 dez 2003  | Socorro       | LINEAR          | —         | MPC                           |
| 197355     | 2003 XR11  | 10 dez 2003 | Palomar       | NEAT            | —         | MPC                           |
| 197356     | 2003 XS11  | 11 dez 2003 | Needville     | Needville Obs.  | —         | MPC                           |
| 197357     | 2003 XH12  | 14 dez 2003 | Palomar       | NEAT            | —         | MPC                           |
| 197358     | 2003 XR13  | 14 dez 2003 | Palomar       | NEAT            | Brangane  | MPC                           |
| 197359     | 2003 XF15  | 4 dez 2003  | Socorro       | LINEAR          | Juno      | MPC                           |
| 197360     | 2003 XM18  | 15 dez 2003 | Palomar       | NEAT            | Brangane  | MPC                           |
| 197361     | 2003 XN18  | 15 dez 2003 | Palomar       | NEAT            | —         | MPC                           |
| 197362     | 2003 XR19  | 14 dez 2003 | Kitt Peak     | Spacewatch      | —         | MPC                           |
| 197363     | 2003 XH20  | 14 dez 2003 | Kitt Peak     | Spacewatch      | —         | MPC                           |
| 197364     | 2003 XC21  | 14 dez 2003 | Kitt Peak     | Spacewatch      | Ursula    | MPC                           |
| 197365     | 2003 XF21  | 14 dez 2003 | Kitt Peak     | Spacewatch      | —         | MPC                           |
| 197366     | 2003 XQ21  | 14 dez 2003 | Kitt Peak     | Spacewatch      | —         | MPC                           |
| 197367     | 2003 XF22  | 3 dez 2003  | Socorro       | LINEAR          | —         | MPC                           |
| 197368     | 2003 XV24  | 1 dez 2003  | Kitt Peak     | Spacewatch      | —         | MPC                           |
| 197369     | 2003 XW25  | 1 dez 2003  | Socorro       | LINEAR          | —         | MPC                           |
| 197370     | 2003 XQ31  | 1 dez 2003  | Kitt Peak     | Spacewatch      | —         | MPC                           |
| 197371     | 2003 XR34  | 1 dez 2003  | Kitt Peak     | Spacewatch      | —         | MPC                           |
| 197372     | 2003 XA35  | 3 dez 2003  | Anderson Mesa | LONEOS          | —         | MPC                           |
| 197373     | 2003 XD36  | 3 dez 2003  | Socorro       | LINEAR          | Brangane  | MPC                           |
| 197374     | 2003 XQ36  | 3 dez 2003  | Socorro       | LINEAR          | —         | MPC                           |
| 197375     | 2003 XS37  | 4 dez 2003  | Socorro       | LINEAR          | —         | MPC                           |
| 197376     | 2003 XB39  | 4 dez 2003  | Socorro       | LINEAR          | Ursula    | MPC                           |
| 197377     | 2003 XS39  | 5 dez 2003  | Socorro       | LINEAR          | —         | MPC                           |
| 197378     | 2003 XD40  | 14 dez 2003 | Kitt Peak     | Spacewatch      | Brangane  | MPC                           |
| 197379     | 2003 XD42  | 14 dez 2003 | Kitt Peak     | Spacewatch      | Ursula    | MPC                           |
| 197380     | 2003 YN    | 16 dez 2003 | Anderson Mesa | LONEOS          | —         | MPC                           |
| 197381     | 2003 YZ    | 17 dez 2003 | Socorro       | LINEAR          | —         | MPC                           |
| 197382     | 2003 YZ2   | 19 dez 2003 | Catalina      | CSS             | —         | MPC                           |
| 197383     | 2003 YC3   | 17 dez 2003 | Anderson Mesa | LONEOS          | —         | MPC                           |
| 197384     | 2003 YE5   | 16 dez 2003 | Kitt Peak     | Spacewatch      | —         | MPC                           |
| 197385     | 2003 YM5   | 16 dez 2003 | Kitt Peak     | Spacewatch      | —         | MPC                           |
| 197386     | 2003 YA10  | 17 dez 2003 | Socorro       | LINEAR          | —         | MPC                           |
| 197387     | 2003 YD11  | 17 dez 2003 | Socorro       | LINEAR          | —         | MPC                           |
| 197388     | 2003 YN11  | 17 dez 2003 | Socorro       | LINEAR          | —         | MPC                           |
| 197389     | 2003 YD12  | 17 dez 2003 | Socorro       | LINEAR          | —         | MPC                           |
| 197390     | 2003 YC13  | 17 dez 2003 | Anderson Mesa | LONEOS          | —         | MPC                           |
| 197391     | 2003 YY15  | 17 dez 2003 | Anderson Mesa | LONEOS          | —         | MPC                           |
| 197392     | 2003 YC23  | 16 dez 2003 | Anderson Mesa | LONEOS          | —         | MPC                           |
| 197393     | 2003 YO23  | 17 dez 2003 | Socorro       | LINEAR          | —         | MPC                           |
| 197394     | 2003 YQ23  | 17 dez 2003 | Socorro       | LINEAR          | —         | MPC                           |
| 197395     | 2003 YC25  | 18 dez 2003 | Socorro       | LINEAR          | —         | MPC                           |
| 197396     | 2003 YK27  | 17 dez 2003 | Črni Vrh      | Črni Vrh        | —         | MPC                           |
| 197397     | 2003 YU28  | 17 dez 2003 | Kitt Peak     | Spacewatch      | —         | MPC                           |
| 197398     | 2003 YU29  | 17 dez 2003 | Palomar       | NEAT            | —         | MPC                           |
| 197399     | 2003 YJ30  | 18 dez 2003 | Socorro       | LINEAR          | —         | MPC                           |
| 197400     | 2003 YX30  | 18 dez 2003 | Socorro       | LINEAR          | —         | MPC                           |

## 197401–197500
| Designação | Designação | Descoberta  | Descoberta       | Descobridor(es)     | Categoria | Mais informações / Referência |
| Permanente | Provisória | Data        | Local            | Descobridor(es)     | Categoria | Mais informações / Referência |
| ---------- | ---------- | ----------- | ---------------- | ------------------- | --------- | ----------------------------- |
| 197401     | 2003 YQ32  | 19 dez 2003 | Socorro          | LINEAR              | —         | MPC                           |
| 197402     | 2003 YN34  | 18 dez 2003 | Socorro          | LINEAR              | —         | MPC                           |
| 197403     | 2003 YR34  | 18 dez 2003 | Socorro          | LINEAR              | —         | MPC                           |
| 197404     | 2003 YO35  | 19 dez 2003 | Socorro          | LINEAR              | Ursula    | MPC                           |
| 197405     | 2003 YU39  | 19 dez 2003 | Kitt Peak        | Spacewatch          | —         | MPC                           |
| 197406     | 2003 YO42  | 19 dez 2003 | Kitt Peak        | Spacewatch          | —         | MPC                           |
| 197407     | 2003 YD46  | 17 dez 2003 | Socorro          | LINEAR              | —         | MPC                           |
| 197408     | 2003 YR46  | 17 dez 2003 | Kitt Peak        | Spacewatch          | —         | MPC                           |
| 197409     | 2003 YT47  | 18 dez 2003 | Socorro          | LINEAR              | Ursula    | MPC                           |
| 197410     | 2003 YW47  | 18 dez 2003 | Socorro          | LINEAR              | —         | MPC                           |
| 197411     | 2003 YU49  | 18 dez 2003 | Socorro          | LINEAR              | —         | MPC                           |
| 197412     | 2003 YB50  | 18 dez 2003 | Socorro          | LINEAR              | —         | MPC                           |
| 197413     | 2003 YD50  | 18 dez 2003 | Socorro          | LINEAR              | —         | MPC                           |
| 197414     | 2003 YK50  | 18 dez 2003 | Socorro          | LINEAR              | —         | MPC                           |
| 197415     | 2003 YK51  | 18 dez 2003 | Socorro          | LINEAR              | —         | MPC                           |
| 197416     | 2003 YY51  | 18 dez 2003 | Socorro          | LINEAR              | Ursula    | MPC                           |
| 197417     | 2003 YY54  | 19 dez 2003 | Socorro          | LINEAR              | Brangane  | MPC                           |
| 197418     | 2003 YA57  | 19 dez 2003 | Socorro          | LINEAR              | —         | MPC                           |
| 197419     | 2003 YB60  | 19 dez 2003 | Kitt Peak        | Spacewatch          | —         | MPC                           |
| 197420     | 2003 YG63  | 19 dez 2003 | Socorro          | LINEAR              | —         | MPC                           |
| 197421     | 2003 YP63  | 19 dez 2003 | Socorro          | LINEAR              | —         | MPC                           |
| 197422     | 2003 YB66  | 20 dez 2003 | Socorro          | LINEAR              | —         | MPC                           |
| 197423     | 2003 YS67  | 19 dez 2003 | Kitt Peak        | Spacewatch          | —         | MPC                           |
| 197424     | 2003 YE69  | 20 dez 2003 | Socorro          | LINEAR              | —         | MPC                           |
| 197425     | 2003 YE70  | 21 dez 2003 | Socorro          | LINEAR              | Ursula    | MPC                           |
| 197426     | 2003 YY70  | 18 dez 2003 | Socorro          | LINEAR              | —         | MPC                           |
| 197427     | 2003 YG72  | 18 dez 2003 | Socorro          | LINEAR              | —         | MPC                           |
| 197428     | 2003 YE73  | 18 dez 2003 | Socorro          | LINEAR              | —         | MPC                           |
| 197429     | 2003 YM73  | 18 dez 2003 | Socorro          | LINEAR              | —         | MPC                           |
| 197430     | 2003 YE78  | 18 dez 2003 | Socorro          | LINEAR              | —         | MPC                           |
| 197431     | 2003 YO78  | 18 dez 2003 | Socorro          | LINEAR              | —         | MPC                           |
| 197432     | 2003 YT78  | 18 dez 2003 | Socorro          | LINEAR              | —         | MPC                           |
| 197433     | 2003 YA80  | 18 dez 2003 | Socorro          | LINEAR              | —         | MPC                           |
| 197434     | 2003 YG81  | 18 dez 2003 | Socorro          | LINEAR              | Brangane  | MPC                           |
| 197435     | 2003 YS81  | 18 dez 2003 | Socorro          | LINEAR              | —         | MPC                           |
| 197436     | 2003 YU83  | 19 dez 2003 | Socorro          | LINEAR              | —         | MPC                           |
| 197437     | 2003 YD85  | 19 dez 2003 | Socorro          | LINEAR              | Ursula    | MPC                           |
| 197438     | 2003 YL85  | 19 dez 2003 | Socorro          | LINEAR              | —         | MPC                           |
| 197439     | 2003 YK86  | 19 dez 2003 | Socorro          | LINEAR              | —         | MPC                           |
| 197440     | 2003 YJ88  | 19 dez 2003 | Socorro          | LINEAR              | —         | MPC                           |
| 197441     | 2003 YN94  | 22 dez 2003 | Socorro          | LINEAR              | —         | MPC                           |
| 197442     | 2003 YV94  | 19 dez 2003 | Socorro          | LINEAR              | —         | MPC                           |
| 197443     | 2003 YK96  | 19 dez 2003 | Socorro          | LINEAR              | —         | MPC                           |
| 197444     | 2003 YQ102 | 19 dez 2003 | Socorro          | LINEAR              | —         | MPC                           |
| 197445     | 2003 YG103 | 19 dez 2003 | Socorro          | LINEAR              | —         | MPC                           |
| 197446     | 2003 YS103 | 21 dez 2003 | Socorro          | LINEAR              | —         | MPC                           |
| 197447     | 2003 YE104 | 21 dez 2003 | Socorro          | LINEAR              | Ursula    | MPC                           |
| 197448     | 2003 YR106 | 22 dez 2003 | Kitt Peak        | Spacewatch          | —         | MPC                           |
| 197449     | 2003 YK111 | 22 dez 2003 | Goodricke-Pigott | V. Reddy            | —         | MPC                           |
| 197450     | 2003 YQ114 | 25 dez 2003 | Haleakalā        | NEAT                | —         | MPC                           |
| 197451     | 2003 YW114 | 25 dez 2003 | Črni Vrh         | Črni Vrh            | —         | MPC                           |
| 197452     | 2003 YS115 | 27 dez 2003 | Socorro          | LINEAR              | —         | MPC                           |
| 197453     | 2003 YY116 | 27 dez 2003 | Socorro          | LINEAR              | —         | MPC                           |
| 197454     | 2003 YT117 | 17 dez 2003 | Socorro          | LINEAR              | Juno      | MPC                           |
| 197455     | 2003 YN119 | 27 dez 2003 | Socorro          | LINEAR              | Ursula    | MPC                           |
| 197456     | 2003 YW121 | 25 dez 2003 | Kitt Peak        | Spacewatch          | —         | MPC                           |
| 197457     | 2003 YG124 | 28 dez 2003 | Kitt Peak        | Spacewatch          | —         | MPC                           |
| 197458     | 2003 YS125 | 27 dez 2003 | Socorro          | LINEAR              | —         | MPC                           |
| 197459     | 2003 YT125 | 27 dez 2003 | Socorro          | LINEAR              | —         | MPC                           |
| 197460     | 2003 YO126 | 27 dez 2003 | Socorro          | LINEAR              | —         | MPC                           |
| 197461     | 2003 YJ127 | 27 dez 2003 | Socorro          | LINEAR              | —         | MPC                           |
| 197462     | 2003 YN129 | 27 dez 2003 | Socorro          | LINEAR              | —         | MPC                           |
| 197463     | 2003 YP129 | 27 dez 2003 | Socorro          | LINEAR              | —         | MPC                           |
| 197464     | 2003 YY130 | 28 dez 2003 | Socorro          | LINEAR              | Ursula    | MPC                           |
| 197465     | 2003 YQ131 | 28 dez 2003 | Socorro          | LINEAR              | —         | MPC                           |
| 197466     | 2003 YM136 | 17 dez 2003 | Palomar          | NEAT                | —         | MPC                           |
| 197467     | 2003 YL139 | 28 dez 2003 | Socorro          | LINEAR              | —         | MPC                           |
| 197468     | 2003 YP141 | 28 dez 2003 | Socorro          | LINEAR              | —         | MPC                           |
| 197469     | 2003 YQ141 | 28 dez 2003 | Socorro          | LINEAR              | —         | MPC                           |
| 197470     | 2003 YG142 | 28 dez 2003 | Socorro          | LINEAR              | —         | MPC                           |
| 197471     | 2003 YO144 | 28 dez 2003 | Socorro          | LINEAR              | Ursula    | MPC                           |
| 197472     | 2003 YO156 | 16 dez 2003 | Kitt Peak        | Spacewatch          | —         | MPC                           |
| 197473     | 2003 YX159 | 17 dez 2003 | Socorro          | LINEAR              | —         | MPC                           |
| 197474     | 2003 YH161 | 17 dez 2003 | Socorro          | LINEAR              | Brangane  | MPC                           |
| 197475     | 2004 AR2   | 13 jan 2004 | Anderson Mesa    | LONEOS              | —         | MPC                           |
| 197476     | 2004 AK7   | 13 jan 2004 | Anderson Mesa    | LONEOS              | —         | MPC                           |
| 197477     | 2004 AB11  | 3 jan 2004  | Pla D'Arguines   | Pla D'Arguines Obs. | —         | MPC                           |
| 197478     | 2004 BL2   | 16 jan 2004 | Palomar          | NEAT                | Pallas    | MPC                           |
| 197479     | 2004 BG4   | 16 jan 2004 | Palomar          | NEAT                | Juno      | MPC                           |
| 197480     | 2004 BE8   | 17 jan 2004 | Kitt Peak        | Spacewatch          | —         | MPC                           |
| 197481     | 2004 BR15  | 17 jan 2004 | Palomar          | NEAT                | —         | MPC                           |
| 197482     | 2004 BZ21  | 19 jan 2004 | Socorro          | LINEAR              | Juno      | MPC                           |
| 197483     | 2004 BG24  | 19 jan 2004 | Anderson Mesa    | LONEOS              | —         | MPC                           |
| 197484     | 2004 BQ24  | 19 jan 2004 | Kitt Peak        | Spacewatch          | —         | MPC                           |
| 197485     | 2004 BX26  | 19 jan 2004 | Socorro          | LINEAR              | Juno      | MPC                           |
| 197486     | 2004 BQ29  | 18 jan 2004 | Palomar          | NEAT                | —         | MPC                           |
| 197487     | 2004 BV38  | 20 jan 2004 | Socorro          | LINEAR              | —         | MPC                           |
| 197488     | 2004 BL45  | 21 jan 2004 | Socorro          | LINEAR              | —         | MPC                           |
| 197489     | 2004 BC46  | 21 jan 2004 | Socorro          | LINEAR              | —         | MPC                           |
| 197490     | 2004 BU47  | 21 jan 2004 | Socorro          | LINEAR              | —         | MPC                           |
| 197491     | 2004 BA58  | 23 jan 2004 | Anderson Mesa    | LONEOS              | Juno      | MPC                           |
| 197492     | 2004 BW60  | 21 jan 2004 | Socorro          | LINEAR              | —         | MPC                           |
| 197493     | 2004 BU68  | 27 jan 2004 | Socorro          | LINEAR              | —         | MPC                           |
| 197494     | 2004 BC81  | 26 jan 2004 | Anderson Mesa    | LONEOS              | —         | MPC                           |
| 197495     | 2004 BU81  | 26 jan 2004 | Anderson Mesa    | LONEOS              | Ursula    | MPC                           |
| 197496     | 2004 BJ83  | 28 jan 2004 | Socorro          | LINEAR              | —         | MPC                           |
| 197497     | 2004 BP85  | 28 jan 2004 | Socorro          | LINEAR              | —         | MPC                           |
| 197498     | 2004 BU85  | 28 jan 2004 | Socorro          | LINEAR              | Juno      | MPC                           |
| 197499     | 2004 BB87  | 22 jan 2004 | Socorro          | LINEAR              | —         | MPC                           |
| 197500     | 2004 BX90  | 24 jan 2004 | Socorro          | LINEAR              | —         | MPC                           |

## 197501–197600
| Designação      | Designação | Descoberta  | Descoberta       | Descobridor(es) | Categoria | Mais informações / Referência |
| Permanente      | Provisória | Data        | Local            | Descobridor(es) | Categoria | Mais informações / Referência |
| --------------- | ---------- | ----------- | ---------------- | --------------- | --------- | ----------------------------- |
| 197501          | 2004 BS91  | 25 jan 2004 | Haleakalā        | NEAT            | —         | MPC                           |
| 197502          | 2004 BA96  | 30 jan 2004 | Catalina         | CSS             | Juno      | MPC                           |
| 197503          | 2004 BN97  | 26 jan 2004 | Anderson Mesa    | LONEOS          | —         | MPC                           |
| 197504          | 2004 BS117 | 28 jan 2004 | Kitt Peak        | Spacewatch      | —         | MPC                           |
| 197505          | 2004 BG120 | 31 jan 2004 | Anderson Mesa    | LONEOS          | —         | MPC                           |
| 197506          | 2004 BP120 | 31 jan 2004 | Catalina         | CSS             | —         | MPC                           |
| 197507          | 2004 BR145 | 21 jan 2004 | Socorro          | LINEAR          | —         | MPC                           |
| 197508          | 2004 BV148 | 16 jan 2004 | Kitt Peak        | Spacewatch      | —         | MPC                           |
| 197509          | 2004 BF163 | 18 jan 2004 | Kitt Peak        | Spacewatch      | —         | MPC                           |
| 197510          | 2004 CE3   | 9 fev 2004  | Anderson Mesa    | LONEOS          | Juno      | MPC                           |
| 197511          | 2004 CA19  | 11 fev 2004 | Kitt Peak        | Spacewatch      | —         | MPC                           |
| 197512          | 2004 CN28  | 12 fev 2004 | Kitt Peak        | Spacewatch      | —         | MPC                           |
| 197513          | 2004 CF36  | 11 fev 2004 | Palomar          | NEAT            | —         | MPC                           |
| 197514          | 2004 CC52  | 14 fev 2004 | Socorro          | LINEAR          | Juno      | MPC                           |
| 197515          | 2004 CX57  | 14 fev 2004 | Socorro          | LINEAR          | —         | MPC                           |
| 197516          | 2004 CG89  | 11 fev 2004 | Kitt Peak        | Spacewatch      | —         | MPC                           |
| 197517          | 2004 CU103 | 12 fev 2004 | Palomar          | NEAT            | —         | MPC                           |
| 197518          | 2004 CJ106 | 14 fev 2004 | Palomar          | NEAT            | —         | MPC                           |
| 197519          | 2004 DF1   | 17 fev 2004 | Desert Eagle     | W. K. Y. Yeung  | —         | MPC                           |
| 197520          | 2004 DP10  | 16 fev 2004 | Kitt Peak        | Spacewatch      | —         | MPC                           |
| 197521          | 2004 DF21  | 17 fev 2004 | Catalina         | CSS             | Juno      | MPC                           |
| 197522          | 2004 DS22  | 18 fev 2004 | Socorro          | LINEAR          | —         | MPC                           |
| 197523          | 2004 DQ39  | 23 fev 2004 | Socorro          | LINEAR          | —         | MPC                           |
| 197524          | 2004 DN44  | 16 fev 2004 | Kitt Peak        | Spacewatch      | —         | MPC                           |
| 197525 Versteeg | 2004 DG65  | 22 fev 2004 | Kitt Peak        | M. W. Buie      | —         | MPC                           |
| 197526          | 2004 EF3   | 10 mar 2004 | Catalina         | CSS             | —         | MPC                           |
| 197527          | 2004 EL17  | 12 mar 2004 | Palomar          | NEAT            | —         | MPC                           |
| 197528          | 2004 EM19  | 14 mar 2004 | Kitt Peak        | Spacewatch      | —         | MPC                           |
| 197529          | 2004 EU26  | 14 mar 2004 | Kitt Peak        | Spacewatch      | —         | MPC                           |
| 197530          | 2004 EH32  | 15 mar 2004 | Kitt Peak        | Spacewatch      | —         | MPC                           |
| 197531          | 2004 EL45  | 15 mar 2004 | Kitt Peak        | Spacewatch      | —         | MPC                           |
| 197532          | 2004 ED57  | 15 mar 2004 | Palomar          | NEAT            | Juno      | MPC                           |
| 197533          | 2004 EZ59  | 15 mar 2004 | Palomar          | NEAT            | —         | MPC                           |
| 197534          | 2004 EL61  | 12 mar 2004 | Palomar          | NEAT            | —         | MPC                           |
| 197535          | 2004 EH62  | 12 mar 2004 | Palomar          | NEAT            | —         | MPC                           |
| 197536          | 2004 EJ64  | 14 mar 2004 | Socorro          | LINEAR          | —         | MPC                           |
| 197537          | 2004 EW71  | 15 mar 2004 | Kitt Peak        | Spacewatch      | —         | MPC                           |
| 197538          | 2004 EH79  | 15 mar 2004 | Catalina         | CSS             | —         | MPC                           |
| 197539          | 2004 EJ83  | 14 mar 2004 | Palomar          | NEAT            | —         | MPC                           |
| 197540          | 2004 EF84  | 14 mar 2004 | Palomar          | NEAT            | —         | MPC                           |
| 197541          | 2004 EB85  | 15 mar 2004 | Kitt Peak        | Spacewatch      | —         | MPC                           |
| 197542          | 2004 EU97  | 15 mar 2004 | Kitt Peak        | Spacewatch      | —         | MPC                           |
| 197543          | 2004 FO2   | 17 mar 2004 | Socorro          | LINEAR          | —         | MPC                           |
| 197544          | 2004 FP11  | 16 mar 2004 | Catalina         | CSS             | —         | MPC                           |
| 197545          | 2004 FG12  | 16 mar 2004 | Catalina         | CSS             | —         | MPC                           |
| 197546          | 2004 FE16  | 23 mar 2004 | Kitt Peak        | Spacewatch      | —         | MPC                           |
| 197547          | 2004 FR27  | 17 mar 2004 | Kitt Peak        | Spacewatch      | —         | MPC                           |
| 197548          | 2004 FY30  | 29 mar 2004 | Socorro          | LINEAR          | —         | MPC                           |
| 197549          | 2004 FW36  | 16 mar 2004 | Kitt Peak        | Spacewatch      | —         | MPC                           |
| 197550          | 2004 FS46  | 17 mar 2004 | Socorro          | LINEAR          | —         | MPC                           |
| 197551          | 2004 FZ57  | 17 mar 2004 | Kitt Peak        | Spacewatch      | —         | MPC                           |
| 197552          | 2004 FC68  | 20 mar 2004 | Socorro          | LINEAR          | —         | MPC                           |
| 197553          | 2004 FD85  | 18 mar 2004 | Kitt Peak        | Spacewatch      | —         | MPC                           |
| 197554          | 2004 FB98  | 23 mar 2004 | Socorro          | LINEAR          | Juno      | MPC                           |
| 197555          | 2004 FR107 | 22 mar 2004 | Socorro          | LINEAR          | —         | MPC                           |
| 197556          | 2004 FY115 | 23 mar 2004 | Socorro          | LINEAR          | —         | MPC                           |
| 197557          | 2004 FC116 | 23 mar 2004 | Socorro          | LINEAR          | —         | MPC                           |
| 197558          | 2004 FL122 | 26 mar 2004 | Socorro          | LINEAR          | —         | MPC                           |
| 197559          | 2004 FU125 | 27 mar 2004 | Socorro          | LINEAR          | —         | MPC                           |
| 197560          | 2004 FH128 | 27 mar 2004 | Socorro          | LINEAR          | —         | MPC                           |
| 197561          | 2004 FR129 | 19 mar 2004 | Socorro          | LINEAR          | —         | MPC                           |
| 197562          | 2004 FO140 | 27 mar 2004 | Anderson Mesa    | LONEOS          | —         | MPC                           |
| 197563          | 2004 FH148 | 22 mar 2004 | Socorro          | LINEAR          | Vesta     | MPC                           |
| 197564          | 2004 GG2   | 12 abr 2004 | Siding Spring    | SSS             | —         | MPC                           |
| 197565          | 2004 GG9   | 12 abr 2004 | Anderson Mesa    | LONEOS          | —         | MPC                           |
| 197566          | 2004 GC11  | 12 abr 2004 | Kitt Peak        | Spacewatch      | —         | MPC                           |
| 197567          | 2004 GN12  | 9 abr 2004  | Siding Spring    | SSS             | —         | MPC                           |
| 197568          | 2004 GM15  | 14 abr 2004 | Socorro          | LINEAR          | —         | MPC                           |
| 197569          | 2004 GY22  | 12 abr 2004 | Anderson Mesa    | LONEOS          | —         | MPC                           |
| 197570          | 2004 GZ29  | 12 abr 2004 | Palomar          | NEAT            | —         | MPC                           |
| 197571          | 2004 GQ30  | 12 abr 2004 | Anderson Mesa    | LONEOS          | —         | MPC                           |
| 197572          | 2004 GF33  | 12 abr 2004 | Palomar          | NEAT            | —         | MPC                           |
| 197573          | 2004 GP33  | 12 abr 2004 | Kitt Peak        | Spacewatch      | —         | MPC                           |
| 197574          | 2004 GU33  | 12 abr 2004 | Kitt Peak        | Spacewatch      | —         | MPC                           |
| 197575          | 2004 GW36  | 13 abr 2004 | Siding Spring    | SSS             | Juno      | MPC                           |
| 197576          | 2004 GX40  | 12 abr 2004 | Kitt Peak        | Spacewatch      | —         | MPC                           |
| 197577          | 2004 GF47  | 12 abr 2004 | Kitt Peak        | Spacewatch      | —         | MPC                           |
| 197578          | 2004 GX79  | 12 abr 2004 | Anderson Mesa    | LONEOS          | —         | MPC                           |
| 197579          | 2004 HP    | 16 abr 2004 | Socorro          | LINEAR          | —         | MPC                           |
| 197580          | 2004 HZ1   | 20 abr 2004 | Desert Eagle     | W. K. Y. Yeung  | —         | MPC                           |
| 197581          | 2004 HQ2   | 20 abr 2004 | Socorro          | LINEAR          | —         | MPC                           |
| 197582          | 2004 HP4   | 16 abr 2004 | Socorro          | LINEAR          | —         | MPC                           |
| 197583          | 2004 HX5   | 17 abr 2004 | Socorro          | LINEAR          | —         | MPC                           |
| 197584          | 2004 HJ9   | 17 abr 2004 | Socorro          | LINEAR          | —         | MPC                           |
| 197585          | 2004 HA10  | 17 abr 2004 | Socorro          | LINEAR          | —         | MPC                           |
| 197586          | 2004 HQ11  | 19 abr 2004 | Socorro          | LINEAR          | Vesta     | MPC                           |
| 197587          | 2004 HR11  | 19 abr 2004 | Socorro          | LINEAR          | —         | MPC                           |
| 197588          | 2004 HE12  | 20 abr 2004 | Kitt Peak        | Spacewatch      | —         | MPC                           |
| 197589          | 2004 HC20  | 20 abr 2004 | Socorro          | LINEAR          | —         | MPC                           |
| 197590          | 2004 HT30  | 16 abr 2004 | Socorro          | LINEAR          | —         | MPC                           |
| 197591          | 2004 HQ36  | 22 abr 2004 | Socorro          | LINEAR          | —         | MPC                           |
| 197592          | 2004 HH38  | 23 abr 2004 | Socorro          | LINEAR          | —         | MPC                           |
| 197593          | 2004 HA43  | 20 abr 2004 | Socorro          | LINEAR          | Vesta     | MPC                           |
| 197594          | 2004 HD49  | 22 abr 2004 | Campo Imperatore | CINEOS          | —         | MPC                           |
| 197595          | 2004 HH60  | 25 abr 2004 | Socorro          | LINEAR          | —         | MPC                           |
| 197596          | 2004 HV61  | 25 abr 2004 | Socorro          | LINEAR          | —         | MPC                           |
| 197597          | 2004 HZ61  | 26 abr 2004 | Anderson Mesa    | LONEOS          | —         | MPC                           |
| 197598          | 2004 HR62  | 25 abr 2004 | Kitt Peak        | Spacewatch      | —         | MPC                           |
| 197599          | 2004 JY2   | 9 mai 2004  | Palomar          | NEAT            | —         | MPC                           |
| 197600          | 2004 JC3   | 9 mai 2004  | Palomar          | NEAT            | —         | MPC                           |

## 197601–197700
| Designação | Designação | Descoberta  | Descoberta       | Descobridor(es) | Categoria | Mais informações / Referência |
| Permanente | Provisória | Data        | Local            | Descobridor(es) | Categoria | Mais informações / Referência |
| ---------- | ---------- | ----------- | ---------------- | --------------- | --------- | ----------------------------- |
| 197601     | 2004 JE3   | 9 mai 2004  | Palomar          | NEAT            | —         | MPC                           |
| 197602     | 2004 JT4   | 11 mai 2004 | Anderson Mesa    | LONEOS          | —         | MPC                           |
| 197603     | 2004 JF8   | 10 mai 2004 | Kitt Peak        | Spacewatch      | —         | MPC                           |
| 197604     | 2004 JS14  | 9 mai 2004  | Kitt Peak        | Spacewatch      | —         | MPC                           |
| 197605     | 2004 JH15  | 10 mai 2004 | Palomar          | NEAT            | —         | MPC                           |
| 197606     | 2004 JP16  | 11 mai 2004 | Anderson Mesa    | LONEOS          | —         | MPC                           |
| 197607     | 2004 JQ16  | 11 mai 2004 | Anderson Mesa    | LONEOS          | —         | MPC                           |
| 197608     | 2004 JR16  | 11 mai 2004 | Anderson Mesa    | LONEOS          | —         | MPC                           |
| 197609     | 2004 JY16  | 12 mai 2004 | Catalina         | CSS             | —         | MPC                           |
| 197610     | 2004 JR18  | 13 mai 2004 | Anderson Mesa    | LONEOS          | —         | MPC                           |
| 197611     | 2004 JJ20  | 14 mai 2004 | Socorro          | LINEAR          | —         | MPC                           |
| 197612     | 2004 JM20  | 14 mai 2004 | Palomar          | NEAT            | —         | MPC                           |
| 197613     | 2004 JU23  | 14 mai 2004 | Kitt Peak        | Spacewatch      | —         | MPC                           |
| 197614     | 2004 JP24  | 15 mai 2004 | Socorro          | LINEAR          | —         | MPC                           |
| 197615     | 2004 JQ26  | 15 mai 2004 | Socorro          | LINEAR          | —         | MPC                           |
| 197616     | 2004 JG32  | 14 mai 2004 | Kitt Peak        | Spacewatch      | —         | MPC                           |
| 197617     | 2004 JD34  | 15 mai 2004 | Socorro          | LINEAR          | —         | MPC                           |
| 197618     | 2004 JK34  | 15 mai 2004 | Socorro          | LINEAR          | —         | MPC                           |
| 197619     | 2004 JC37  | 13 mai 2004 | Palomar          | NEAT            | Vesta     | MPC                           |
| 197620     | 2004 JL39  | 14 mai 2004 | Kitt Peak        | Spacewatch      | Vesta     | MPC                           |
| 197621     | 2004 JN40  | 14 mai 2004 | Kitt Peak        | Spacewatch      | —         | MPC                           |
| 197622     | 2004 JA41  | 14 mai 2004 | Palomar          | NEAT            | —         | MPC                           |
| 197623     | 2004 JY41  | 15 mai 2004 | Socorro          | LINEAR          | —         | MPC                           |
| 197624     | 2004 JO43  | 9 mai 2004  | Kitt Peak        | Spacewatch      | Vesta     | MPC                           |
| 197625     | 2004 JJ44  | 12 mai 2004 | Anderson Mesa    | LONEOS          | —         | MPC                           |
| 197626     | 2004 JM45  | 15 mai 2004 | Socorro          | LINEAR          | —         | MPC                           |
| 197627     | 2004 KO    | 16 mai 2004 | Socorro          | LINEAR          | —         | MPC                           |
| 197628     | 2004 KS1   | 16 mai 2004 | Kitt Peak        | Spacewatch      | Vesta     | MPC                           |
| 197629     | 2004 KH3   | 16 mai 2004 | Socorro          | LINEAR          | —         | MPC                           |
| 197630     | 2004 KJ4   | 16 mai 2004 | Siding Spring    | SSS             | Vesta     | MPC                           |
| 197631     | 2004 KN8   | 18 mai 2004 | Socorro          | LINEAR          | —         | MPC                           |
| 197632     | 2004 KV9   | 19 mai 2004 | Socorro          | LINEAR          | —         | MPC                           |
| 197633     | 2004 KD10  | 19 mai 2004 | Siding Spring    | SSS             | —         | MPC                           |
| 197634     | 2004 KV10  | 18 mai 2004 | Socorro          | LINEAR          | —         | MPC                           |
| 197635     | 2004 KS11  | 20 mai 2004 | Kitt Peak        | Spacewatch      | —         | MPC                           |
| 197636     | 2004 KU16  | 27 mai 2004 | Kitt Peak        | Spacewatch      | Mitidika  | MPC                           |
| 197637     | 2004 KB18  | 16 mai 2004 | Siding Spring    | SSS             | —         | MPC                           |
| 197638     | 2004 LM    | 9 jun 2004  | Socorro          | LINEAR          | —         | MPC                           |
| 197639     | 2004 LJ2   | 10 jun 2004 | Reedy Creek      | J. Broughton    | —         | MPC                           |
| 197640     | 2004 LE8   | 11 jun 2004 | Anderson Mesa    | LONEOS          | —         | MPC                           |
| 197641     | 2004 LG8   | 11 jun 2004 | Socorro          | LINEAR          | —         | MPC                           |
| 197642     | 2004 LF11  | 10 jun 2004 | Campo Imperatore | CINEOS          | —         | MPC                           |
| 197643     | 2004 LO11  | 12 jun 2004 | Siding Spring    | SSS             | —         | MPC                           |
| 197644     | 2004 LD22  | 13 jun 2004 | Palomar          | NEAT            | —         | MPC                           |
| 197645     | 2004 LE25  | 15 jun 2004 | Socorro          | LINEAR          | —         | MPC                           |
| 197646     | 2004 LK25  | 15 jun 2004 | Socorro          | LINEAR          | —         | MPC                           |
| 197647     | 2004 LG28  | 14 jun 2004 | Kitt Peak        | Spacewatch      | —         | MPC                           |
| 197648     | 2004 LT29  | 14 jun 2004 | Kitt Peak        | Spacewatch      | —         | MPC                           |
| 197649     | 2004 MT    | 16 jun 2004 | Socorro          | LINEAR          | —         | MPC                           |
| 197650     | 2004 MH1   | 16 jun 2004 | Socorro          | LINEAR          | —         | MPC                           |
| 197651     | 2004 MW1   | 17 jun 2004 | Reedy Creek      | J. Broughton    | —         | MPC                           |
| 197652     | 2004 MW6   | 25 jun 2004 | Reedy Creek      | J. Broughton    | —         | MPC                           |
| 197653     | 2004 MH8   | 16 jun 2004 | Siding Spring    | SSS             | —         | MPC                           |
| 197654     | 2004 NX    | 7 jul 2004  | Campo Imperatore | CINEOS          | —         | MPC                           |
| 197655     | 2004 NZ    | 7 jul 2004  | Campo Imperatore | CINEOS          | —         | MPC                           |
| 197656     | 2004 NK1   | 9 jul 2004  | Palomar          | NEAT            | —         | MPC                           |
| 197657     | 2004 NL1   | 9 jul 2004  | Palomar          | NEAT            | —         | MPC                           |
| 197658     | 2004 NM1   | 9 jul 2004  | Palomar          | NEAT            | —         | MPC                           |
| 197659     | 2004 NA2   | 9 jul 2004  | Palomar          | NEAT            | —         | MPC                           |
| 197660     | 2004 NE2   | 9 jul 2004  | Siding Spring    | SSS             | —         | MPC                           |
| 197661     | 2004 NN3   | 12 jul 2004 | Reedy Creek      | J. Broughton    | —         | MPC                           |
| 197662     | 2004 NX3   | 11 jul 2004 | Socorro          | LINEAR          | —         | MPC                           |
| 197663     | 2004 NA5   | 9 jul 2004  | Socorro          | LINEAR          | —         | MPC                           |
| 197664     | 2004 NR5   | 11 jul 2004 | Socorro          | LINEAR          | —         | MPC                           |
| 197665     | 2004 NF6   | 11 jul 2004 | Socorro          | LINEAR          | —         | MPC                           |
| 197666     | 2004 NM6   | 11 jul 2004 | Socorro          | LINEAR          | —         | MPC                           |
| 197667     | 2004 NK10  | 9 jul 2004  | Socorro          | LINEAR          | —         | MPC                           |
| 197668     | 2004 NG12  | 11 jul 2004 | Socorro          | LINEAR          | —         | MPC                           |
| 197669     | 2004 NY13  | 11 jul 2004 | Socorro          | LINEAR          | —         | MPC                           |
| 197670     | 2004 NL14  | 11 jul 2004 | Socorro          | LINEAR          | —         | MPC                           |
| 197671     | 2004 NQ14  | 11 jul 2004 | Socorro          | LINEAR          | —         | MPC                           |
| 197672     | 2004 NB15  | 11 jul 2004 | Socorro          | LINEAR          | —         | MPC                           |
| 197673     | 2004 NJ15  | 11 jul 2004 | Socorro          | LINEAR          | —         | MPC                           |
| 197674     | 2004 NU15  | 11 jul 2004 | Socorro          | LINEAR          | —         | MPC                           |
| 197675     | 2004 NX16  | 11 jul 2004 | Socorro          | LINEAR          | —         | MPC                           |
| 197676     | 2004 NM20  | 14 jul 2004 | Socorro          | LINEAR          | —         | MPC                           |
| 197677     | 2004 NP20  | 14 jul 2004 | Socorro          | LINEAR          | —         | MPC                           |
| 197678     | 2004 NR21  | 15 jul 2004 | Socorro          | LINEAR          | —         | MPC                           |
| 197679     | 2004 NN23  | 14 jul 2004 | Socorro          | LINEAR          | —         | MPC                           |
| 197680     | 2004 NA24  | 14 jul 2004 | Socorro          | LINEAR          | —         | MPC                           |
| 197681     | 2004 NL24  | 14 jul 2004 | Socorro          | LINEAR          | —         | MPC                           |
| 197682     | 2004 NC26  | 11 jul 2004 | Socorro          | LINEAR          | —         | MPC                           |
| 197683     | 2004 NK26  | 11 jul 2004 | Socorro          | LINEAR          | —         | MPC                           |
| 197684     | 2004 NL27  | 11 jul 2004 | Socorro          | LINEAR          | —         | MPC                           |
| 197685     | 2004 NQ27  | 11 jul 2004 | Socorro          | LINEAR          | —         | MPC                           |
| 197686     | 2004 NK28  | 11 jul 2004 | Socorro          | LINEAR          | —         | MPC                           |
| 197687     | 2004 NJ29  | 14 jul 2004 | Socorro          | LINEAR          | —         | MPC                           |
| 197688     | 2004 NU30  | 9 jul 2004  | Anderson Mesa    | LONEOS          | —         | MPC                           |
| 197689     | 2004 NO31  | 3 jul 2004  | Anderson Mesa    | LONEOS          | —         | MPC                           |
| 197690     | 2004 OE2   | 16 jul 2004 | Socorro          | LINEAR          | —         | MPC                           |
| 197691     | 2004 OB3   | 16 jul 2004 | Socorro          | LINEAR          | —         | MPC                           |
| 197692     | 2004 OJ3   | 16 jul 2004 | Socorro          | LINEAR          | —         | MPC                           |
| 197693     | 2004 OF4   | 17 jul 2004 | Reedy Creek      | J. Broughton    | —         | MPC                           |
| 197694     | 2004 OP4   | 16 jul 2004 | Socorro          | LINEAR          | —         | MPC                           |
| 197695     | 2004 OV4   | 16 jul 2004 | Socorro          | LINEAR          | —         | MPC                           |
| 197696     | 2004 OW4   | 16 jul 2004 | Socorro          | LINEAR          | Mitidika  | MPC                           |
| 197697     | 2004 OC5   | 16 jul 2004 | Socorro          | LINEAR          | —         | MPC                           |
| 197698     | 2004 OE6   | 16 jul 2004 | Socorro          | LINEAR          | —         | MPC                           |
| 197699     | 2004 ON7   | 16 jul 2004 | Socorro          | LINEAR          | —         | MPC                           |
| 197700     | 2004 OV7   | 16 jul 2004 | Socorro          | LINEAR          | —         | MPC                           |

## 197701–197800
| Designação      | Designação | Descoberta  | Descoberta       | Descobridor(es) | Categoria | Mais informações / Referência |
| Permanente      | Provisória | Data        | Local            | Descobridor(es) | Categoria | Mais informações / Referência |
| --------------- | ---------- | ----------- | ---------------- | --------------- | --------- | ----------------------------- |
| 197701          | 2004 OS8   | 17 jul 2004 | Socorro          | LINEAR          | —         | MPC                           |
| 197702          | 2004 OB9   | 19 jul 2004 | Anderson Mesa    | LONEOS          | —         | MPC                           |
| 197703          | 2004 OL9   | 19 jul 2004 | Reedy Creek      | J. Broughton    | —         | MPC                           |
| 197704          | 2004 OQ9   | 20 jul 2004 | Reedy Creek      | J. Broughton    | —         | MPC                           |
| 197705          | 2004 OV11  | 27 jul 2004 | Socorro          | LINEAR          | —         | MPC                           |
| 197706          | 2004 PH    | 5 ago 2004  | Palomar          | NEAT            | —         | MPC                           |
| 197707 Paulnohr | 2004 PN    | 5 ago 2004  | Palomar          | NEAT            | —         | MPC                           |
| 197708          | 2004 PQ1   | 8 ago 2004  | Needville        | J. Dellinger    | —         | MPC                           |
| 197709          | 2004 PE2   | 6 ago 2004  | Reedy Creek      | J. Broughton    | —         | MPC                           |
| 197710          | 2004 PU2   | 8 ago 2004  | Socorro          | LINEAR          | —         | MPC                           |
| 197711          | 2004 PB3   | 3 ago 2004  | Siding Spring    | SSS             | —         | MPC                           |
| 197712          | 2004 PS3   | 3 ago 2004  | Siding Spring    | SSS             | —         | MPC                           |
| 197713          | 2004 PZ3   | 3 ago 2004  | Siding Spring    | SSS             | —         | MPC                           |
| 197714          | 2004 PR4   | 5 ago 2004  | Palomar          | NEAT            | —         | MPC                           |
| 197715          | 2004 PS7   | 6 ago 2004  | Palomar          | NEAT            | —         | MPC                           |
| 197716          | 2004 PV7   | 6 ago 2004  | Palomar          | NEAT            | —         | MPC                           |
| 197717          | 2004 PE8   | 6 ago 2004  | Palomar          | NEAT            | —         | MPC                           |
| 197718          | 2004 PM8   | 6 ago 2004  | Palomar          | NEAT            | —         | MPC                           |
| 197719          | 2004 PR8   | 6 ago 2004  | Palomar          | NEAT            | —         | MPC                           |
| 197720          | 2004 PD13  | 7 ago 2004  | Palomar          | NEAT            | —         | MPC                           |
| 197721          | 2004 PB14  | 7 ago 2004  | Palomar          | NEAT            | —         | MPC                           |
| 197722          | 2004 PG14  | 7 ago 2004  | Palomar          | NEAT            | —         | MPC                           |
| 197723          | 2004 PE15  | 7 ago 2004  | Palomar          | NEAT            | —         | MPC                           |
| 197724          | 2004 PF16  | 7 ago 2004  | Palomar          | NEAT            | —         | MPC                           |
| 197725          | 2004 PC17  | 8 ago 2004  | Campo Imperatore | CINEOS          | —         | MPC                           |
| 197726          | 2004 PR17  | 8 ago 2004  | Socorro          | LINEAR          | —         | MPC                           |
| 197727          | 2004 PS17  | 8 ago 2004  | Socorro          | LINEAR          | —         | MPC                           |
| 197728          | 2004 PH19  | 8 ago 2004  | Anderson Mesa    | LONEOS          | Mitidika  | MPC                           |
| 197729          | 2004 PJ19  | 8 ago 2004  | Anderson Mesa    | LONEOS          | —         | MPC                           |
| 197730          | 2004 PP19  | 8 ago 2004  | Anderson Mesa    | LONEOS          | —         | MPC                           |
| 197731          | 2004 PR19  | 8 ago 2004  | Anderson Mesa    | LONEOS          | —         | MPC                           |
| 197732          | 2004 PM21  | 7 ago 2004  | Palomar          | NEAT            | —         | MPC                           |
| 197733          | 2004 PJ22  | 8 ago 2004  | Socorro          | LINEAR          | Mitidika  | MPC                           |
| 197734          | 2004 PR23  | 8 ago 2004  | Socorro          | LINEAR          | —         | MPC                           |
| 197735          | 2004 PN24  | 8 ago 2004  | Socorro          | LINEAR          | —         | MPC                           |
| 197736          | 2004 PO24  | 8 ago 2004  | Socorro          | LINEAR          | —         | MPC                           |
| 197737          | 2004 PQ24  | 8 ago 2004  | Socorro          | LINEAR          | —         | MPC                           |
| 197738          | 2004 PR24  | 8 ago 2004  | Socorro          | LINEAR          | —         | MPC                           |
| 197739          | 2004 PU24  | 8 ago 2004  | Socorro          | LINEAR          | —         | MPC                           |
| 197740          | 2004 PC25  | 8 ago 2004  | Socorro          | LINEAR          | Chloris   | MPC                           |
| 197741          | 2004 PU25  | 8 ago 2004  | Socorro          | LINEAR          | —         | MPC                           |
| 197742          | 2004 PD27  | 8 ago 2004  | Reedy Creek      | J. Broughton    | —         | MPC                           |
| 197743          | 2004 PN27  | 9 ago 2004  | Reedy Creek      | J. Broughton    | —         | MPC                           |
| 197744          | 2004 PA28  | 5 ago 2004  | Palomar          | NEAT            | —         | MPC                           |
| 197745          | 2004 PP29  | 7 ago 2004  | Palomar          | NEAT            | —         | MPC                           |
| 197746          | 2004 PN30  | 8 ago 2004  | Socorro          | LINEAR          | —         | MPC                           |
| 197747          | 2004 PW30  | 8 ago 2004  | Socorro          | LINEAR          | —         | MPC                           |
| 197748          | 2004 PR31  | 8 ago 2004  | Socorro          | LINEAR          | Mitidika  | MPC                           |
| 197749          | 2004 PW31  | 8 ago 2004  | Socorro          | LINEAR          | —         | MPC                           |
| 197750          | 2004 PY31  | 8 ago 2004  | Socorro          | LINEAR          | Mitidika  | MPC                           |
| 197751          | 2004 PK32  | 8 ago 2004  | Socorro          | LINEAR          | —         | MPC                           |
| 197752          | 2004 PE33  | 8 ago 2004  | Socorro          | LINEAR          | Mitidika  | MPC                           |
| 197753          | 2004 PM33  | 8 ago 2004  | Socorro          | LINEAR          | —         | MPC                           |
| 197754          | 2004 PX33  | 8 ago 2004  | Anderson Mesa    | LONEOS          | Mitidika  | MPC                           |
| 197755          | 2004 PY33  | 8 ago 2004  | Anderson Mesa    | LONEOS          | —         | MPC                           |
| 197756          | 2004 PJ34  | 8 ago 2004  | Anderson Mesa    | LONEOS          | —         | MPC                           |
| 197757          | 2004 PL34  | 8 ago 2004  | Anderson Mesa    | LONEOS          | —         | MPC                           |
| 197758          | 2004 PO34  | 8 ago 2004  | Anderson Mesa    | LONEOS          | —         | MPC                           |
| 197759          | 2004 PU34  | 8 ago 2004  | Anderson Mesa    | LONEOS          | —         | MPC                           |
| 197760          | 2004 PV34  | 8 ago 2004  | Anderson Mesa    | LONEOS          | Mitidika  | MPC                           |
| 197761          | 2004 PC35  | 8 ago 2004  | Anderson Mesa    | LONEOS          | —         | MPC                           |
| 197762          | 2004 PG35  | 8 ago 2004  | Anderson Mesa    | LONEOS          | —         | MPC                           |
| 197763          | 2004 PK35  | 8 ago 2004  | Anderson Mesa    | LONEOS          | —         | MPC                           |
| 197764          | 2004 PP35  | 8 ago 2004  | Anderson Mesa    | LONEOS          | —         | MPC                           |
| 197765          | 2004 PB38  | 9 ago 2004  | Socorro          | LINEAR          | —         | MPC                           |
| 197766          | 2004 PE38  | 9 ago 2004  | Socorro          | LINEAR          | —         | MPC                           |
| 197767          | 2004 PD39  | 9 ago 2004  | Anderson Mesa    | LONEOS          | —         | MPC                           |
| 197768          | 2004 PT39  | 9 ago 2004  | Anderson Mesa    | LONEOS          | —         | MPC                           |
| 197769          | 2004 PX39  | 9 ago 2004  | Socorro          | LINEAR          | —         | MPC                           |
| 197770          | 2004 PG40  | 9 ago 2004  | Socorro          | LINEAR          | —         | MPC                           |
| 197771          | 2004 PE42  | 9 ago 2004  | Socorro          | LINEAR          | —         | MPC                           |
| 197772          | 2004 PG45  | 7 ago 2004  | Palomar          | NEAT            | —         | MPC                           |
| 197773          | 2004 PJ45  | 7 ago 2004  | Palomar          | NEAT            | —         | MPC                           |
| 197774          | 2004 PN45  | 7 ago 2004  | Palomar          | NEAT            | —         | MPC                           |
| 197775          | 2004 PR45  | 7 ago 2004  | Palomar          | NEAT            | —         | MPC                           |
| 197776          | 2004 PS45  | 7 ago 2004  | Palomar          | NEAT            | —         | MPC                           |
| 197777          | 2004 PW45  | 7 ago 2004  | Siding Spring    | SSS             | —         | MPC                           |
| 197778          | 2004 PJ46  | 7 ago 2004  | Campo Imperatore | CINEOS          | —         | MPC                           |
| 197779          | 2004 PO46  | 7 ago 2004  | Campo Imperatore | CINEOS          | —         | MPC                           |
| 197780          | 2004 PW46  | 8 ago 2004  | Campo Imperatore | CINEOS          | —         | MPC                           |
| 197781          | 2004 PZ47  | 8 ago 2004  | Socorro          | LINEAR          | —         | MPC                           |
| 197782          | 2004 PA48  | 8 ago 2004  | Socorro          | LINEAR          | —         | MPC                           |
| 197783          | 2004 PR48  | 8 ago 2004  | Socorro          | LINEAR          | —         | MPC                           |
| 197784          | 2004 PA50  | 8 ago 2004  | Socorro          | LINEAR          | —         | MPC                           |
| 197785          | 2004 PK50  | 8 ago 2004  | Socorro          | LINEAR          | —         | MPC                           |
| 197786          | 2004 PU50  | 8 ago 2004  | Socorro          | LINEAR          | —         | MPC                           |
| 197787          | 2004 PN51  | 8 ago 2004  | Socorro          | LINEAR          | —         | MPC                           |
| 197788          | 2004 PR51  | 8 ago 2004  | Socorro          | LINEAR          | —         | MPC                           |
| 197789          | 2004 PN52  | 8 ago 2004  | Socorro          | LINEAR          | —         | MPC                           |
| 197790          | 2004 PP54  | 8 ago 2004  | Anderson Mesa    | LONEOS          | —         | MPC                           |
| 197791          | 2004 PP55  | 8 ago 2004  | Anderson Mesa    | LONEOS          | —         | MPC                           |
| 197792          | 2004 PQ57  | 9 ago 2004  | Socorro          | LINEAR          | —         | MPC                           |
| 197793          | 2004 PB58  | 9 ago 2004  | Socorro          | LINEAR          | —         | MPC                           |
| 197794          | 2004 PK58  | 9 ago 2004  | Socorro          | LINEAR          | —         | MPC                           |
| 197795          | 2004 PG60  | 9 ago 2004  | Anderson Mesa    | LONEOS          | —         | MPC                           |
| 197796          | 2004 PJ60  | 9 ago 2004  | Anderson Mesa    | LONEOS          | —         | MPC                           |
| 197797          | 2004 PA61  | 9 ago 2004  | Anderson Mesa    | LONEOS          | —         | MPC                           |
| 197798          | 2004 PX61  | 9 ago 2004  | Socorro          | LINEAR          | —         | MPC                           |
| 197799          | 2004 PD63  | 10 ago 2004 | Socorro          | LINEAR          | —         | MPC                           |
| 197800          | 2004 PU64  | 10 ago 2004 | Socorro          | LINEAR          | —         | MPC                           |

## 197801–197900
| Designação            | Designação | Descoberta  | Descoberta       | Descobridor(es)       | Categoria | Mais informações / Referência |
| Permanente            | Provisória | Data        | Local            | Descobridor(es)       | Categoria | Mais informações / Referência |
| --------------------- | ---------- | ----------- | ---------------- | --------------------- | --------- | ----------------------------- |
| 197801                | 2004 PR65  | 10 ago 2004 | Siding Spring    | SSS                   | —         | MPC                           |
| 197802                | 2004 PG66  | 10 ago 2004 | Socorro          | LINEAR                | Mitidika  | MPC                           |
| 197803                | 2004 PH67  | 5 ago 2004  | Palomar          | NEAT                  | —         | MPC                           |
| 197804                | 2004 PB68  | 6 ago 2004  | Palomar          | NEAT                  | —         | MPC                           |
| 197805                | 2004 PY68  | 7 ago 2004  | Palomar          | NEAT                  | —         | MPC                           |
| 197806                | 2004 PZ68  | 7 ago 2004  | Palomar          | NEAT                  | —         | MPC                           |
| 197807                | 2004 PH69  | 7 ago 2004  | Palomar          | NEAT                  | —         | MPC                           |
| 197808                | 2004 PN70  | 8 ago 2004  | Campo Imperatore | CINEOS                | Mitidika  | MPC                           |
| 197809                | 2004 PU71  | 8 ago 2004  | Socorro          | LINEAR                | —         | MPC                           |
| 197810                | 2004 PX72  | 8 ago 2004  | Socorro          | LINEAR                | —         | MPC                           |
| 197811                | 2004 PN73  | 8 ago 2004  | Socorro          | LINEAR                | —         | MPC                           |
| 197812                | 2004 PR73  | 8 ago 2004  | Socorro          | LINEAR                | —         | MPC                           |
| 197813                | 2004 PK74  | 8 ago 2004  | Socorro          | LINEAR                | —         | MPC                           |
| 197814                | 2004 PQ74  | 8 ago 2004  | Socorro          | LINEAR                | —         | MPC                           |
| 197815                | 2004 PJ75  | 8 ago 2004  | Anderson Mesa    | LONEOS                | —         | MPC                           |
| 197816                | 2004 PO76  | 9 ago 2004  | Anderson Mesa    | LONEOS                | —         | MPC                           |
| 197817                | 2004 PW77  | 9 ago 2004  | Socorro          | LINEAR                | —         | MPC                           |
| 197818                | 2004 PX77  | 9 ago 2004  | Socorro          | LINEAR                | —         | MPC                           |
| 197819                | 2004 PZ78  | 9 ago 2004  | Socorro          | LINEAR                | —         | MPC                           |
| 197820                | 2004 PE79  | 9 ago 2004  | Socorro          | LINEAR                | —         | MPC                           |
| 197821                | 2004 PZ79  | 9 ago 2004  | Anderson Mesa    | LONEOS                | —         | MPC                           |
| 197822                | 2004 PN80  | 9 ago 2004  | Socorro          | LINEAR                | —         | MPC                           |
| 197823                | 2004 PD81  | 10 ago 2004 | Socorro          | LINEAR                | —         | MPC                           |
| 197824                | 2004 PU81  | 10 ago 2004 | Socorro          | LINEAR                | —         | MPC                           |
| 197825                | 2004 PL82  | 10 ago 2004 | Socorro          | LINEAR                | Mitidika  | MPC                           |
| 197826                | 2004 PL84  | 10 ago 2004 | Socorro          | LINEAR                | —         | MPC                           |
| 197827                | 2004 PT88  | 8 ago 2004  | Palomar          | NEAT                  | —         | MPC                           |
| 197828                | 2004 PE91  | 11 ago 2004 | Socorro          | LINEAR                | —         | MPC                           |
| 197829                | 2004 PT91  | 12 ago 2004 | Socorro          | LINEAR                | —         | MPC                           |
| 197830                | 2004 PC92  | 12 ago 2004 | Socorro          | LINEAR                | —         | MPC                           |
| 197831                | 2004 PV94  | 10 ago 2004 | Campo Imperatore | CINEOS                | —         | MPC                           |
| 197832                | 2004 PW94  | 11 ago 2004 | Socorro          | LINEAR                | —         | MPC                           |
| 197833                | 2004 PN95  | 12 ago 2004 | Socorro          | LINEAR                | —         | MPC                           |
| 197834                | 2004 PR95  | 13 ago 2004 | Reedy Creek      | J. Broughton          | —         | MPC                           |
| 197835                | 2004 PZ95  | 10 ago 2004 | Socorro          | LINEAR                | —         | MPC                           |
| 197836                | 2004 PL96  | 11 ago 2004 | Socorro          | LINEAR                | —         | MPC                           |
| 197837                | 2004 PW98  | 8 ago 2004  | Socorro          | LINEAR                | —         | MPC                           |
| 197838                | 2004 PF99  | 9 ago 2004  | Socorro          | LINEAR                | —         | MPC                           |
| 197839                | 2004 PN99  | 10 ago 2004 | Palomar          | NEAT                  | —         | MPC                           |
| 197840                | 2004 PY100 | 11 ago 2004 | Socorro          | LINEAR                | —         | MPC                           |
| 197841                | 2004 PL104 | 13 ago 2004 | Palomar          | NEAT                  | —         | MPC                           |
| 197842                | 2004 PH107 | 15 ago 2004 | Palomar          | NEAT                  | —         | MPC                           |
| 197843                | 2004 PK109 | 12 ago 2004 | Campo Imperatore | CINEOS                | —         | MPC                           |
| 197844                | 2004 PJ110 | 12 ago 2004 | Socorro          | LINEAR                | —         | MPC                           |
| 197845 Michaelvincent | 2004 PU110 | 14 ago 2004 | Cerro Tololo     | M. W. Buie            | —         | MPC                           |
| 197846                | 2004 PU112 | 8 ago 2004  | Palomar          | NEAT                  | —         | MPC                           |
| 197847                | 2004 QJ2   | 19 ago 2004 | Reedy Creek      | J. Broughton          | —         | MPC                           |
| 197848                | 2004 QQ2   | 20 ago 2004 | Kitt Peak        | Spacewatch            | —         | MPC                           |
| 197849                | 2004 QG3   | 20 ago 2004 | Reedy Creek      | J. Broughton          | —         | MPC                           |
| 197850                | 2004 QL3   | 21 ago 2004 | Reedy Creek      | J. Broughton          | —         | MPC                           |
| 197851                | 2004 QB5   | 21 ago 2004 | Reedy Creek      | J. Broughton          | —         | MPC                           |
| 197852                | 2004 QZ6   | 21 ago 2004 | Reedy Creek      | J. Broughton          | —         | MPC                           |
| 197853                | 2004 QA7   | 22 ago 2004 | Reedy Creek      | J. Broughton          | —         | MPC                           |
| 197854                | 2004 QZ10  | 21 ago 2004 | Siding Spring    | SSS                   | —         | MPC                           |
| 197855                | 2004 QK11  | 21 ago 2004 | Siding Spring    | SSS                   | —         | MPC                           |
| 197856 Tafelmusik     | 2004 QH16  | 21 ago 2004 | Mauna Kea        | D. D. Balam           | —         | MPC                           |
| 197857                | 2004 QX18  | 21 ago 2004 | Catalina         | CSS                   | —         | MPC                           |
| 197858                | 2004 QT19  | 25 ago 2004 | Kitt Peak        | Spacewatch            | —         | MPC                           |
| 197859                | 2004 QH22  | 25 ago 2004 | Socorro          | LINEAR                | —         | MPC                           |
| 197860                | 2004 QO25  | 26 ago 2004 | Anderson Mesa    | LONEOS                | —         | MPC                           |
| 197861                | 2004 QS25  | 26 ago 2004 | Siding Spring    | SSS                   | —         | MPC                           |
| 197862                | 2004 RB1   | 4 set 2004  | Needville        | Needville Obs.        | —         | MPC                           |
| 197863                | 2004 RF1   | 3 set 2004  | Palomar          | NEAT                  | —         | MPC                           |
| 197864 Florentpagny   | 2004 RQ1   | 5 set 2004  | Vicques          | M. Ory                | —         | MPC                           |
| 197865                | 2004 RU4   | 4 set 2004  | Palomar          | NEAT                  | —         | MPC                           |
| 197866                | 2004 RM5   | 4 set 2004  | Palomar          | NEAT                  | —         | MPC                           |
| 197867                | 2004 RS5   | 4 set 2004  | Palomar          | NEAT                  | —         | MPC                           |
| 197868                | 2004 RQ6   | 5 set 2004  | Palomar          | NEAT                  | —         | MPC                           |
| 197869                | 2004 RZ7   | 6 set 2004  | Saint-Véran      | Saint-Véran Obs.      | —         | MPC                           |
| 197870 Erkman         | 2004 RC8   | 6 set 2004  | Vicques          | M. Ory                | Phocaea   | MPC                           |
| 197871                | 2004 RD8   | 6 set 2004  | Kleť             | M. Tichý              | —         | MPC                           |
| 197872                | 2004 RK8   | 6 set 2004  | Ottmarsheim      | C. Rinner             | —         | MPC                           |
| 197873                | 2004 RB9   | 6 set 2004  | Goodricke-Pigott | Goodricke-Pigott Obs. | —         | MPC                           |
| 197874                | 2004 RG11  | 6 set 2004  | Siding Spring    | SSS                   | —         | MPC                           |
| 197875                | 2004 RN13  | 6 set 2004  | Needville        | Needville Obs.        | —         | MPC                           |
| 197876                | 2004 RT13  | 6 set 2004  | Needville        | Needville Obs.        | Mitidika  | MPC                           |
| 197877                | 2004 RF14  | 6 set 2004  | Siding Spring    | SSS                   | —         | MPC                           |
| 197878                | 2004 RJ14  | 6 set 2004  | Siding Spring    | SSS                   | —         | MPC                           |
| 197879                | 2004 RD15  | 6 set 2004  | Siding Spring    | SSS                   | —         | MPC                           |
| 197880                | 2004 RU15  | 7 set 2004  | Socorro          | LINEAR                | Mitidika  | MPC                           |
| 197881                | 2004 RY15  | 7 set 2004  | Socorro          | LINEAR                | —         | MPC                           |
| 197882                | 2004 RL16  | 7 set 2004  | Socorro          | LINEAR                | —         | MPC                           |
| 197883                | 2004 RO16  | 7 set 2004  | Socorro          | LINEAR                | —         | MPC                           |
| 197884                | 2004 RL21  | 7 set 2004  | Kitt Peak        | Spacewatch            | —         | MPC                           |
| 197885                | 2004 RX21  | 7 set 2004  | Kitt Peak        | Spacewatch            | Mitidika  | MPC                           |
| 197886                | 2004 RB22  | 7 set 2004  | Kitt Peak        | Spacewatch            | —         | MPC                           |
| 197887                | 2004 RQ22  | 7 set 2004  | Kitt Peak        | Spacewatch            | —         | MPC                           |
| 197888                | 2004 RR22  | 7 set 2004  | Kitt Peak        | Spacewatch            | —         | MPC                           |
| 197889                | 2004 RV22  | 7 set 2004  | Kitt Peak        | Spacewatch            | —         | MPC                           |
| 197890                | 2004 RB23  | 7 set 2004  | Kitt Peak        | Spacewatch            | —         | MPC                           |
| 197891                | 2004 RR23  | 8 set 2004  | Uccle            | T. Pauwels            | —         | MPC                           |
| 197892                | 2004 RD25  | 8 set 2004  | Drebach          | J. Kandler            | —         | MPC                           |
| 197893                | 2004 RZ29  | 7 set 2004  | Socorro          | LINEAR                | —         | MPC                           |
| 197894                | 2004 RJ30  | 7 set 2004  | Socorro          | LINEAR                | —         | MPC                           |
| 197895                | 2004 RS30  | 7 set 2004  | Socorro          | LINEAR                | —         | MPC                           |
| 197896                | 2004 RO31  | 7 set 2004  | Socorro          | LINEAR                | —         | MPC                           |
| 197897                | 2004 RR31  | 7 set 2004  | Socorro          | LINEAR                | —         | MPC                           |
| 197898                | 2004 RS32  | 7 set 2004  | Socorro          | LINEAR                | —         | MPC                           |
| 197899                | 2004 RV32  | 7 set 2004  | Socorro          | LINEAR                | —         | MPC                           |
| 197900                | 2004 RH36  | 7 set 2004  | Socorro          | LINEAR                | —         | MPC                           |

## 197901–198000
| Designação | Designação | Descoberta  | Descoberta       | Descobridor(es) | Categoria | Mais informações / Referência |
| Permanente | Provisória | Data        | Local            | Descobridor(es) | Categoria | Mais informações / Referência |
| ---------- | ---------- | ----------- | ---------------- | --------------- | --------- | ----------------------------- |
| 197901     | 2004 RK38  | 7 set 2004  | Socorro          | LINEAR          | —         | MPC                           |
| 197902     | 2004 RL38  | 7 set 2004  | Socorro          | LINEAR          | —         | MPC                           |
| 197903     | 2004 RL39  | 7 set 2004  | Kitt Peak        | Spacewatch      | —         | MPC                           |
| 197904     | 2004 RM39  | 7 set 2004  | Kitt Peak        | Spacewatch      | —         | MPC                           |
| 197905     | 2004 RY41  | 7 set 2004  | Kitt Peak        | Spacewatch      | —         | MPC                           |
| 197906     | 2004 RB42  | 7 set 2004  | Kitt Peak        | Spacewatch      | —         | MPC                           |
| 197907     | 2004 RD42  | 7 set 2004  | Kitt Peak        | Spacewatch      | —         | MPC                           |
| 197908     | 2004 RC43  | 8 set 2004  | Socorro          | LINEAR          | —         | MPC                           |
| 197909     | 2004 RH43  | 8 set 2004  | Socorro          | LINEAR          | —         | MPC                           |
| 197910     | 2004 RG45  | 8 set 2004  | Socorro          | LINEAR          | —         | MPC                           |
| 197911     | 2004 RK46  | 8 set 2004  | Socorro          | LINEAR          | Mitidika  | MPC                           |
| 197912     | 2004 RQ46  | 8 set 2004  | Socorro          | LINEAR          | —         | MPC                           |
| 197913     | 2004 RT47  | 8 set 2004  | Socorro          | LINEAR          | —         | MPC                           |
| 197914     | 2004 RP48  | 8 set 2004  | Socorro          | LINEAR          | —         | MPC                           |
| 197915     | 2004 RK49  | 8 set 2004  | Socorro          | LINEAR          | —         | MPC                           |
| 197916     | 2004 RU49  | 8 set 2004  | Socorro          | LINEAR          | —         | MPC                           |
| 197917     | 2004 RB51  | 8 set 2004  | Socorro          | LINEAR          | —         | MPC                           |
| 197918     | 2004 RO51  | 8 set 2004  | Socorro          | LINEAR          | —         | MPC                           |
| 197919     | 2004 RZ51  | 8 set 2004  | Socorro          | LINEAR          | —         | MPC                           |
| 197920     | 2004 RL52  | 8 set 2004  | Socorro          | LINEAR          | —         | MPC                           |
| 197921     | 2004 RQ53  | 8 set 2004  | Socorro          | LINEAR          | —         | MPC                           |
| 197922     | 2004 RA54  | 8 set 2004  | Socorro          | LINEAR          | —         | MPC                           |
| 197923     | 2004 RO54  | 8 set 2004  | Socorro          | LINEAR          | —         | MPC                           |
| 197924     | 2004 RQ54  | 8 set 2004  | Socorro          | LINEAR          | —         | MPC                           |
| 197925     | 2004 RK56  | 8 set 2004  | Socorro          | LINEAR          | —         | MPC                           |
| 197926     | 2004 RZ57  | 8 set 2004  | Socorro          | LINEAR          | —         | MPC                           |
| 197927     | 2004 RW59  | 8 set 2004  | Socorro          | LINEAR          | —         | MPC                           |
| 197928     | 2004 RE60  | 8 set 2004  | Socorro          | LINEAR          | —         | MPC                           |
| 197929     | 2004 RN60  | 8 set 2004  | Socorro          | LINEAR          | —         | MPC                           |
| 197930     | 2004 RJ61  | 8 set 2004  | Socorro          | LINEAR          | —         | MPC                           |
| 197931     | 2004 RQ62  | 8 set 2004  | Socorro          | LINEAR          | —         | MPC                           |
| 197932     | 2004 RV64  | 8 set 2004  | Socorro          | LINEAR          | —         | MPC                           |
| 197933     | 2004 RV66  | 8 set 2004  | Socorro          | LINEAR          | —         | MPC                           |
| 197934     | 2004 RC67  | 8 set 2004  | Socorro          | LINEAR          | Mitidika  | MPC                           |
| 197935     | 2004 RW67  | 8 set 2004  | Socorro          | LINEAR          | —         | MPC                           |
| 197936     | 2004 RK68  | 8 set 2004  | Socorro          | LINEAR          | —         | MPC                           |
| 197937     | 2004 RG69  | 8 set 2004  | Socorro          | LINEAR          | —         | MPC                           |
| 197938     | 2004 RF70  | 8 set 2004  | Socorro          | LINEAR          | —         | MPC                           |
| 197939     | 2004 RR70  | 8 set 2004  | Socorro          | LINEAR          | —         | MPC                           |
| 197940     | 2004 RT70  | 8 set 2004  | Socorro          | LINEAR          | —         | MPC                           |
| 197941     | 2004 RH71  | 8 set 2004  | Socorro          | LINEAR          | —         | MPC                           |
| 197942     | 2004 RD72  | 8 set 2004  | Socorro          | LINEAR          | —         | MPC                           |
| 197943     | 2004 RO72  | 8 set 2004  | Socorro          | LINEAR          | —         | MPC                           |
| 197944     | 2004 RA74  | 8 set 2004  | Socorro          | LINEAR          | —         | MPC                           |
| 197945     | 2004 RE74  | 8 set 2004  | Socorro          | LINEAR          | —         | MPC                           |
| 197946     | 2004 RY75  | 8 set 2004  | Socorro          | LINEAR          | —         | MPC                           |
| 197947     | 2004 RZ80  | 8 set 2004  | Socorro          | LINEAR          | —         | MPC                           |
| 197948     | 2004 RX81  | 8 set 2004  | Palomar          | NEAT            | —         | MPC                           |
| 197949     | 2004 RC82  | 9 set 2004  | Socorro          | LINEAR          | Mitidika  | MPC                           |
| 197950     | 2004 RC83  | 9 set 2004  | Socorro          | LINEAR          | —         | MPC                           |
| 197951     | 2004 RR83  | 9 set 2004  | Kitt Peak        | Spacewatch      | —         | MPC                           |
| 197952     | 2004 RA84  | 9 set 2004  | Kleť             | Kleť Obs.       | —         | MPC                           |
| 197953     | 2004 RN85  | 9 set 2004  | Hormersdorf      | J. Lorenz       | —         | MPC                           |
| 197954     | 2004 RF86  | 7 set 2004  | Socorro          | LINEAR          | —         | MPC                           |
| 197955     | 2004 RS87  | 7 set 2004  | Palomar          | NEAT            | —         | MPC                           |
| 197956     | 2004 RZ89  | 8 set 2004  | Socorro          | LINEAR          | —         | MPC                           |
| 197957     | 2004 RV94  | 8 set 2004  | Socorro          | LINEAR          | —         | MPC                           |
| 197958     | 2004 RA95  | 8 set 2004  | Socorro          | LINEAR          | —         | MPC                           |
| 197959     | 2004 RD97  | 8 set 2004  | Palomar          | NEAT            | —         | MPC                           |
| 197960     | 2004 RR97  | 8 set 2004  | Socorro          | LINEAR          | —         | MPC                           |
| 197961     | 2004 RB98  | 8 set 2004  | Socorro          | LINEAR          | —         | MPC                           |
| 197962     | 2004 RT99  | 8 set 2004  | Socorro          | LINEAR          | —         | MPC                           |
| 197963     | 2004 RP102 | 8 set 2004  | Socorro          | LINEAR          | —         | MPC                           |
| 197964     | 2004 RF103 | 8 set 2004  | Palomar          | NEAT            | —         | MPC                           |
| 197965     | 2004 RR103 | 8 set 2004  | Palomar          | NEAT            | —         | MPC                           |
| 197966     | 2004 RX105 | 8 set 2004  | Palomar          | NEAT            | —         | MPC                           |
| 197967     | 2004 RV106 | 8 set 2004  | Campo Imperatore | CINEOS          | —         | MPC                           |
| 197968     | 2004 RV108 | 9 set 2004  | Kitt Peak        | Spacewatch      | —         | MPC                           |
| 197969     | 2004 RW108 | 9 set 2004  | Kitt Peak        | Spacewatch      | —         | MPC                           |
| 197970     | 2004 RZ109 | 11 set 2004 | Socorro          | LINEAR          | —         | MPC                           |
| 197971     | 2004 RW110 | 11 set 2004 | Goodricke-Pigott | R. A. Tucker    | —         | MPC                           |
| 197972     | 2004 RZ112 | 6 set 2004  | Socorro          | LINEAR          | —         | MPC                           |
| 197973     | 2004 RB132 | 7 set 2004  | Kitt Peak        | Spacewatch      | —         | MPC                           |
| 197974     | 2004 RM135 | 7 set 2004  | Kitt Peak        | Spacewatch      | —         | MPC                           |
| 197975     | 2004 RY137 | 8 set 2004  | Socorro          | LINEAR          | —         | MPC                           |
| 197976     | 2004 RX139 | 8 set 2004  | Socorro          | LINEAR          | —         | MPC                           |
| 197977     | 2004 RF141 | 8 set 2004  | Socorro          | LINEAR          | —         | MPC                           |
| 197978     | 2004 RU141 | 8 set 2004  | Socorro          | LINEAR          | —         | MPC                           |
| 197979     | 2004 RV144 | 9 set 2004  | Socorro          | LINEAR          | —         | MPC                           |
| 197980     | 2004 RW144 | 9 set 2004  | Socorro          | LINEAR          | —         | MPC                           |
| 197981     | 2004 RG145 | 9 set 2004  | Socorro          | LINEAR          | —         | MPC                           |
| 197982     | 2004 RW146 | 9 set 2004  | Socorro          | LINEAR          | —         | MPC                           |
| 197983     | 2004 RP147 | 9 set 2004  | Socorro          | LINEAR          | Mitidika  | MPC                           |
| 197984     | 2004 RW149 | 9 set 2004  | Socorro          | LINEAR          | —         | MPC                           |
| 197985     | 2004 RC150 | 9 set 2004  | Socorro          | LINEAR          | —         | MPC                           |
| 197986     | 2004 RM151 | 9 set 2004  | Socorro          | LINEAR          | —         | MPC                           |
| 197987     | 2004 RT151 | 9 set 2004  | Socorro          | LINEAR          | —         | MPC                           |
| 197988     | 2004 RR155 | 10 set 2004 | Socorro          | LINEAR          | —         | MPC                           |
| 197989     | 2004 RC156 | 10 set 2004 | Socorro          | LINEAR          | —         | MPC                           |
| 197990     | 2004 RT156 | 10 set 2004 | Socorro          | LINEAR          | —         | MPC                           |
| 197991     | 2004 RS158 | 10 set 2004 | Socorro          | LINEAR          | —         | MPC                           |
| 197992     | 2004 RH159 | 10 set 2004 | Socorro          | LINEAR          | —         | MPC                           |
| 197993     | 2004 RQ163 | 9 set 2004  | Socorro          | LINEAR          | —         | MPC                           |
| 197994     | 2004 RG165 | 11 set 2004 | Socorro          | LINEAR          | —         | MPC                           |
| 197995     | 2004 RD167 | 7 set 2004  | Socorro          | LINEAR          | —         | MPC                           |
| 197996     | 2004 RT170 | 8 set 2004  | Palomar          | NEAT            | —         | MPC                           |
| 197997     | 2004 RC171 | 9 set 2004  | Socorro          | LINEAR          | —         | MPC                           |
| 197998     | 2004 RO171 | 9 set 2004  | Socorro          | LINEAR          | —         | MPC                           |
| 197999     | 2004 RP177 | 10 set 2004 | Socorro          | LINEAR          | —         | MPC                           |
| 198000     | 2004 RS177 | 10 set 2004 | Socorro          | LINEAR          | —         | MPC                           |